# Mataró
Mataró es una ciudad española de la provincia de Barcelona, en la comunidad autónoma de Cataluña. Capital de la comarca del Maresme, está situada en el litoral mediterráneo, a unos 30 kilómetros al noreste de Barcelona, y ha sido tradicionalmente un centro administrativo de relevancia territorial y de dinamismo económico. Cuenta con una población de 131 798 habitantes (INE 2024).
Sus orígenes se remontan a la ciudad romana de Iluro, sobre la que se erigió el centro histórico del municipio. En la época medieval y moderna destaca el papel preponderante en el comercio marítimo y la construcción naval. En 1702 se le concedió el título de ciudad y hasta mediados de ese siglo fue provincia marítima, encabezando uno de los núcleos urbanos en la revolución industrial en Cataluña, gracias a la manufactura textil del género de punto, la metalurgia y la implantación del corporativismo obrero. Recientemente, la economía mataronense se ha orientado al comercio y los servicios con las nuevas instalaciones estratégicas de abasto en el puerto de Mataró (1991), el Hospital de Mataró (1999) y el centro comercial Mataró Parc (2000). Fruto de este carácter de capital económica fue el primer tren de la península ibérica (Mataró-Barcelona, 1848) promovido por Miquel Biada, o la primera autopista de peaje de toda España, abierta en 1969 entre Mataró y Montgat. Hasta el año 2012, la ciudad fue sede de la entidad bancaria Caixa Laietana, sucesora de la Caixa de Ahorros de Mataró (1859) y más tarde integrada en Bankia.
La ciudad apuesta por la economía del conocimiento impulsando el Campus Tecnológico de Mataró-Maresme, un parque universitario surgido de la fusión de las escuelas procedentes y adscritas a la Universidad Pompeu Fabra, que ofrece estudios politécnicos de ciencias sociales, empresariales y de la salud.
Numerosas personas de origen mataronense han tenido un papel destacado en el ámbito de la política y la cultura catalana, entre ellas intelectuales de primer orden como Josep Puig i Cadafalch, considerado una de las personalidades más destacadas de la Cataluña contemporánea, así como Antoni Puigblanch, Melchor de Palau, Josep Goday i Casals y Joan Peiró i Belis. Las corrientes arquitectónicas del barroco, el neoclasicismo y el modernismo han tenido especial incidencia y se pueden contemplar edificios remarcados dentro de estos estilos, como la Casa Coll i Regàs o la Nave Gaudí. La ciudad también es cuna de escultores como Damià Campeny y Manuel Cusachs, el pintor Rafael Estrany i Ros, el escritor Néstor Luján o el músico Peret, que llegó a decir de Mataró que era Hawái.
Diversas entidades mataronenses son o han sido relevantes a nivel nacional en diversos ámbitos de la cultura y el deporte como el Castells (Capgrossos de Mataró), el excursionismo y el alpinismo (Agrupació Científico-Excursionista de Mataró) o la natación y el waterpolo (Centre Natació Mataró).
La fiesta mayor de Mataró, Les Santes, se celebra en torno al 27 de julio y fue declarada fiesta de interés nacional por la Generalidad de Cataluña.

## Toponimia

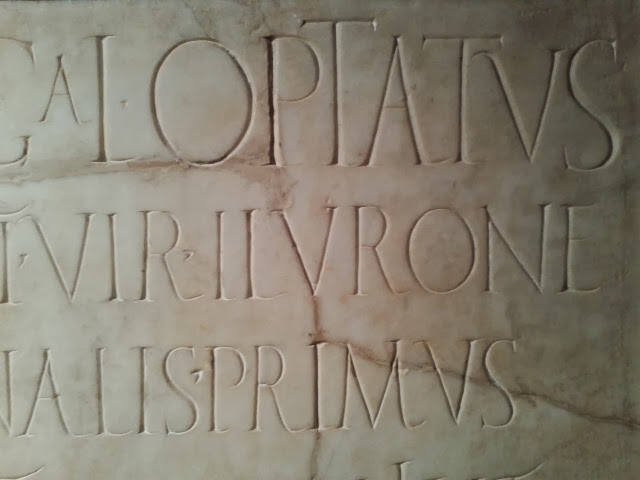
Lápida de Lucius Marcius Optatus con la inscripción relativa a Iluro

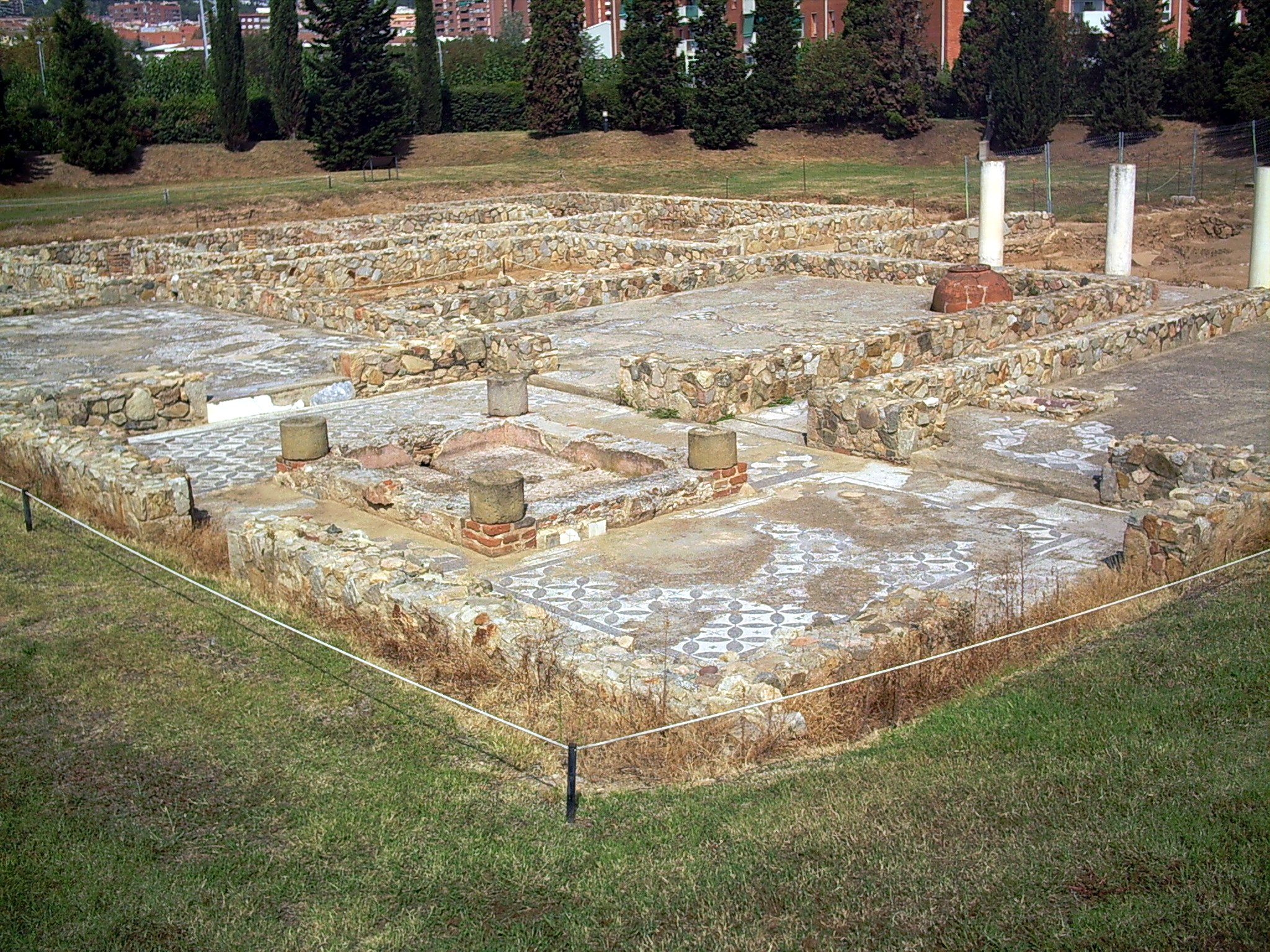
Villa romana de Can Llauder

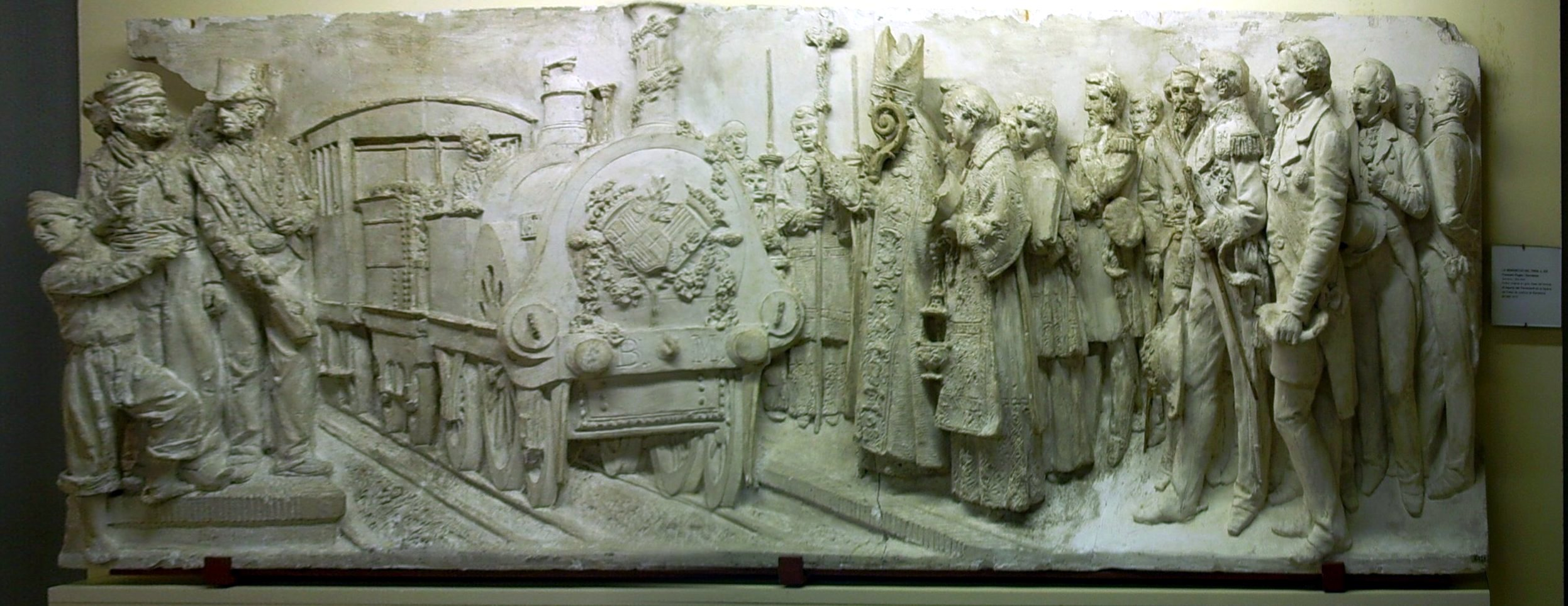
La Bendición del tren), Francisco Pagés Serratosa

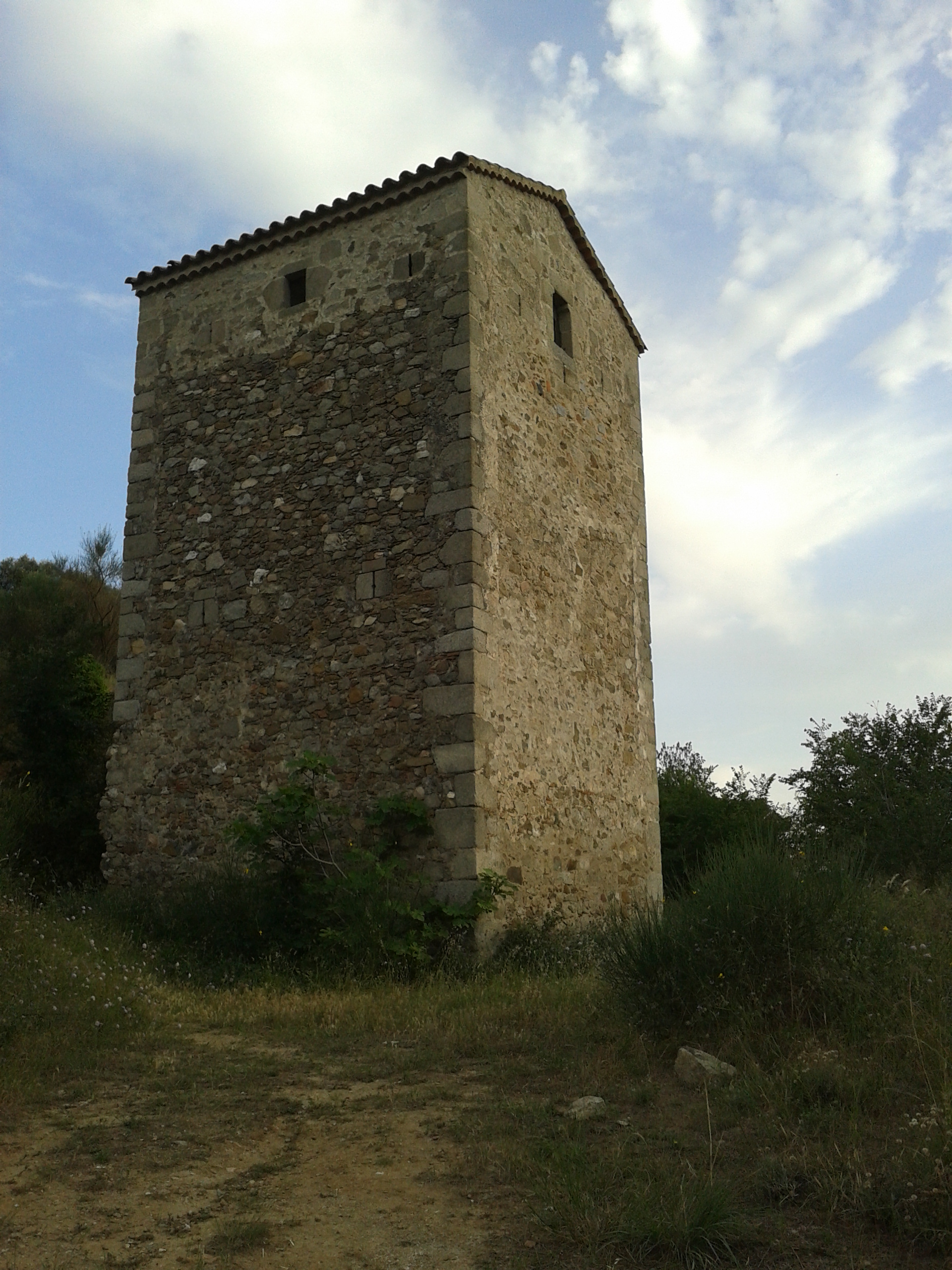
Torre del enclavada en la colina donde estuvo el Castillo de Mata

La ciudad de Mataró ha tenido diversos nombres a lo largo de sus más de dos mil años de historia:

### Iluro
El nombre más antiguo fue el de Iluro, dado por los romanos a la nueva ciudad fundada para controlar los territorios del anterior poblado ibérico, denominado Ilduro o Ilturo, situado en el término vecino de la ciudad actual de Cabrera de Mar. Esta denominación aparece por primera vez escrita en caracteres íberos en unas monedas y poco después en una inscripción en la lápida de Lucius Marcius Optatus (c. 7-10 d. C.) y en diversas referencias de autores grecolatinos como Pomponio Mela, Plinio el Viejo y Ptolomeu.
Se desconoce el significado, pero numerosos historiadores y filólogos han apuntado a un origen vasco que significa pueblo o tierra de aguas o lugar elevado envuelto de agua, una etimología con relación directa con el significado de Maresme. También se relaciona con los orígenes del vasco arcaico ili-, que quiere decir ciudad o villa y que se habría originado el topónimo como Ilerda (Lérida), y lur- o luro que refiere un significado de tierra baja. Por otra parte, Antonio Puigblanch relacionó Iluro con una divinidada íbera vinculada con la Luna, estableciendo que el nombre de la ciudad podría significar «templo de la luna», pero actualmente es una teoría desacreditada.
El etimólogo Joan Coromines relaciona la raíz de ILUR- con el teónimo ibero-vasco-aquitano documentado en una estrella occitana y un ara del Valle de Arán, que se extendió como un tipo toponímico desde la península ibérica y las Baleares, hasta el norte de Aquitania, dando forma a nombres como Alaró en Mallorca, Álora en Màlaga, Íllora en Granada, Isla Oléron en la costa atlántica gascona o el río y población Oloron-Sainte-Marie, en la región occitana del Bearn (Oloron en francés).

### Alarona
Después de las menciones de Iluro en las fuentes clásicas, hay documentos en los que aparece de forma plenamente románica el término Alarona (también escrito como Larona o Alerona), coherente con la evolución de la fonética histórica del hablar popular. Marià Ribas la considera derivada de Ilurone, mientras que Coromines habla de Iluronem, pero en todo caso la hipótesis de la evolución fonética es reconocida por todos los estudiosos contemporáneos.
Al mismo tiempo, otros historiadores han percibido influencias externas. En este sentido, Joaquín Casas Carbó da una explicación de esta evolución por analogía con otros topónimos, según la cual la terminación -ona de muchas poblaciones catalanas provendría de la desinencia -dunum céltica. En su turno, Lluís Ferrer Clariana incide en un supuesto elemento árabe.

### Civitas Fracta
Esta denominación, que también se escribía vulgarmente Ciutat freta y siempre acompañaba las menciones a la parroquia de Santa María, se ha traducido habitualmente como «ciudad destruida o desmigajada», interpretada como una referencia al estado en que queda la población después de la conquista árabe de la península ibérica y las luchas posteriores entre cristianos y musulmanes por el control del territorio. También se han propuesto traducciones alternativas que podían significar «fortificación derrotada» o «ciudad dividida» entre otras.
Josep Balari i Francesc Carreras i Candi apuntaron hacia la posibilidad de que estos nombres evidenciaban la existencia de una ciudad y su burgo o vicus. Por otro lado, la historiadora Coral Cuadrada Majó considera que las dos denominaciones se corresponden con el reparto de la población mataronense en dos núcleos: uno en la parte de la iglesia de Santa María (Civitas fracta) y el otro agrupando los alrededores de la ermita de Sant Martí de Mata (Alarona).

### El mal nombre decapgrossos
Los habitantes de Mataró son llamados habitualmente con el nombre malsonante de capgrossos (cabezones), que deriva del término más antiguo de cabeza de ganado. Su origen se debe principalmente a la fuerte rivalidad que existía entre Mataró y Barcelona y la animadversión de las dos poblaciones motivó la invención de las mataronades, supuestas anécdotas grotescas protagonizadas por los habitantes de Mataró. También puede tener una relación con los Gigantes y cabezudos que se organizan en esta ciudad.

### Nombre actual

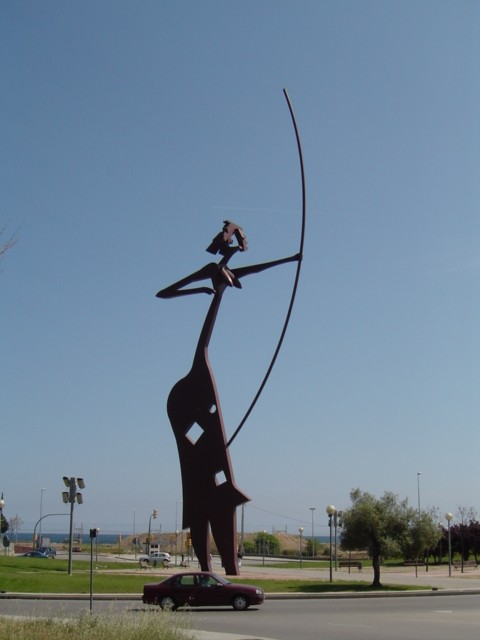
Monumento a la Arquera Layetana

En el año 1098 aparece por primera vez el topónimo Mataró (escrito Materó) para designar un castillo, anteriormente referido como torre o castillo de Mata, fortificado que se alzaba sobre el Turó de Onofre Arnau y que está documentada desde el 963. El origen del término Mata es incierto: en ocasiones se ha asumido que hace referencia al recubrimiento de arbustos del turó, pero también se apunta a que podría tratarse de un orónimo en el sentido de montaña pequeña y redonda a partir de la raíz latina mat- que designa cosas redondas y compactas, y que podría dar lugar a otros topónimos como Matadepera o Matagalls.
Respecto a la evolución Mata → Mataró tampoco hay ninguna certeza, si bien la mayoría de autores consideran que la segunda es una derivación fonética o un diminutivo de la primera. Marià Ribas, siguiendo una teoría esbozada primero por el Barón de Maldà y posteriormente por el Padre Fita, expone que Mataró podría ser el resultado de un cruce entre las formas Mata i Alarona/Alaró, después de la repoblación liderada desde el castillo a causa de la destrucción de la ciudad. Por otro lado, Coromines se decanta por creer que Materó/Mataró no tiene relación con el anterior topónimo Mata, sino que deriva directamente del nombre de persona de origen germánico Matheri o Matheroni, documentado en tierras catalanas, también con las variantes Materó, Materonis, Mataronus, Mataró o Matarós.
Sea como sea, durante el siglo XII el nombre Mataró hace referencia únicamente al castillo y su aldea, mientras que el núcleo urbano en el entorno de Santa María es todavía referido como Civitas fractos, pero hacia finales del siglo XIII esta denominación cae en desuso y se mantiene en las fuentes eclesiásticas. Finalmente, Mataró acabó de imponerse como nombre del municipio bajomedieval en la documentación escrita a mediados del siglo XIV, si bien probablemente lo hizo mucho antes en la lengua hablada.

## Geografía

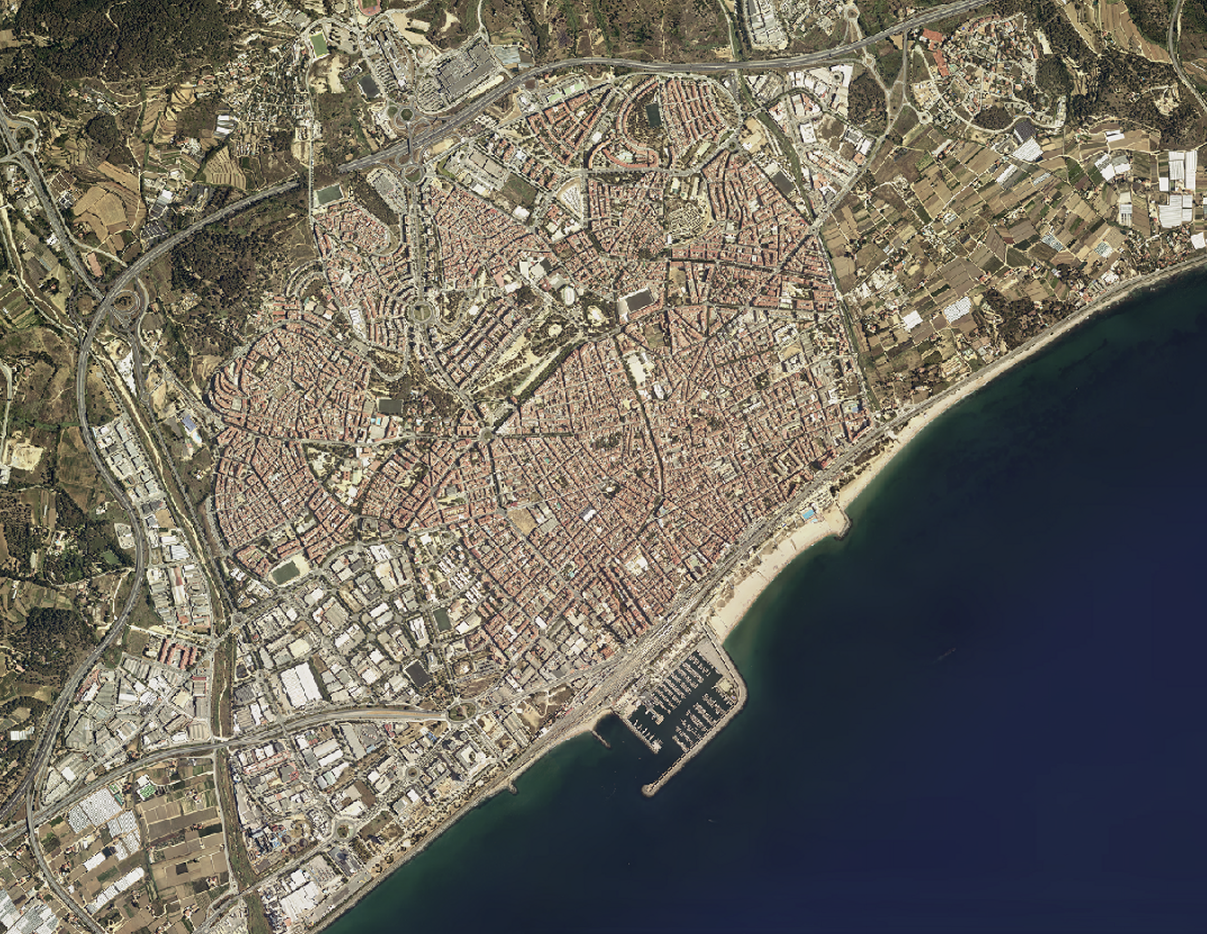
Vista aérea del núcleo urbano

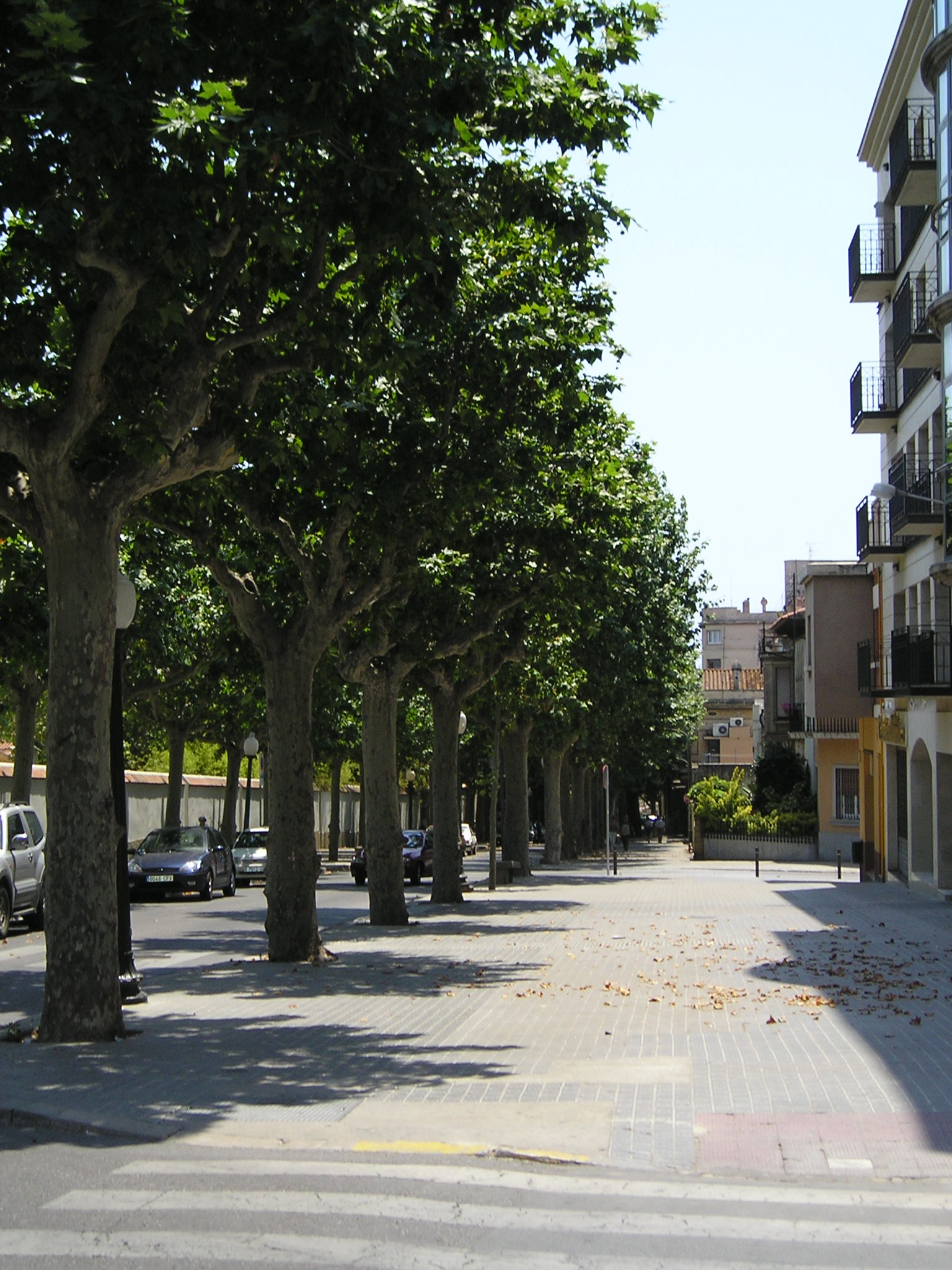
La Riera, una calle destacada

El término municipal de Mataró se sitúa entre la Cordillera Litoral y el litoral mediterráneo, y tiene una extensión total de 22,53 km². Limita con los municipios vecinos de Argentona (oeste), Cabrera de Mar (suroeste), Dosrius (norte) y San Andrés de Llavaneras (noreste). Su línea de costa se alarga unos 6,5 km, entre la desembocadura de la riera de Argentona y el límite con San Andrés de Llavaneras.

### Clima
Mataró posee un clima transicional entre el clima mediterráneo, conocido como clima mediterráneo de veranos cálidos (Csa) en la clasificación climática de Köppen y el clima subtropical húmedo (Köppen: Cfa). Un clima mediterráneo, o clima seco de verano, es el clima típico de las áreas en la cuenca mediterránea. El clima mediterráneo generalmente se caracteriza por inviernos lluviosos y veranos secos, cálidos y cálidos.

### Orografía
Mataró tiene morfología de zona costera formada por una sierra de tipo herciniano de modelo germano, dicho así porque su orografía forma picos y valles con alternancia acompasada. Por la parte del levante, por una especie de corredor que baja hasta el mar, en el Turó de Onofre Arnau (131 m). En poniente, en cambio, se abre a un valle plano que forma la riera de Argentona. El relieve que envuelve la ciudad está formado principalmente por roca granítica. El punto más elevado es el Turó de Tarau (434 m), que parte la población de Dosrius. Otras cimas destacables son el Turó de Cabanyes (407 m) y el Turó de Dori (363 m), los dos en el límite municipal de Argentona.
El término de Mataró es atravesado por muchas rieras y torrentes, que nacen en la montaña y llegan hasta el mar. Algunos son cursos secos, pero cuando llueve provocan las temibles rieras.
Mayoritariamente sus montañas son recientes y de materiales plutónicos, generalmente granito. Sus llanuras cuaternarias son hechas por el granito meteorizado que en el Maresme es popularmente conocido como arena. Este arenisca alcanzado mar con las fuertes riadas de sus numerosas rieras y torrentes ha creado playas de agradable tacto arenoso. Las sierras del Maresme son suaves pero suficientemente altas para contener los vientos gélidos del norte en invierno lo que sumado con la brisa marítima ayuda a templar el clima.
A pesar de la coherencia geográfica y la uniformidad paisajística, hasta la creación del plan comarcal de Cataluña de la II República, no se trazaron los actuales límites del Maresme. Hasta entonces había sido compartimentado y englobado en diferentes unidades geográficas, políticas y administrativas. Valga saber a modo de ejemplo que han segmentado estos territorio dos condados, dos obispados y dos partidos notariales y judiciales.

### Fauna y flora

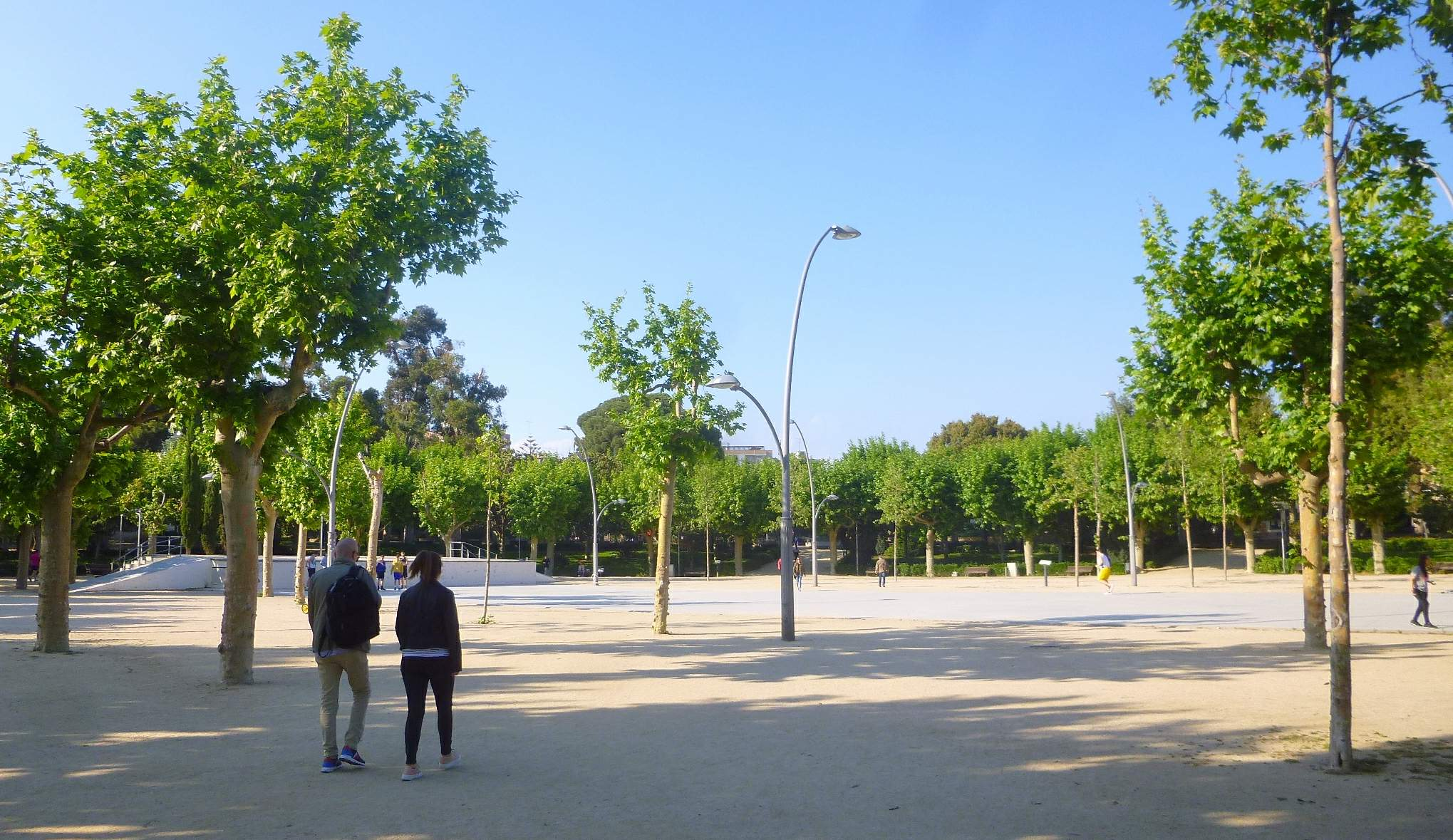
Plataneros del parque Central

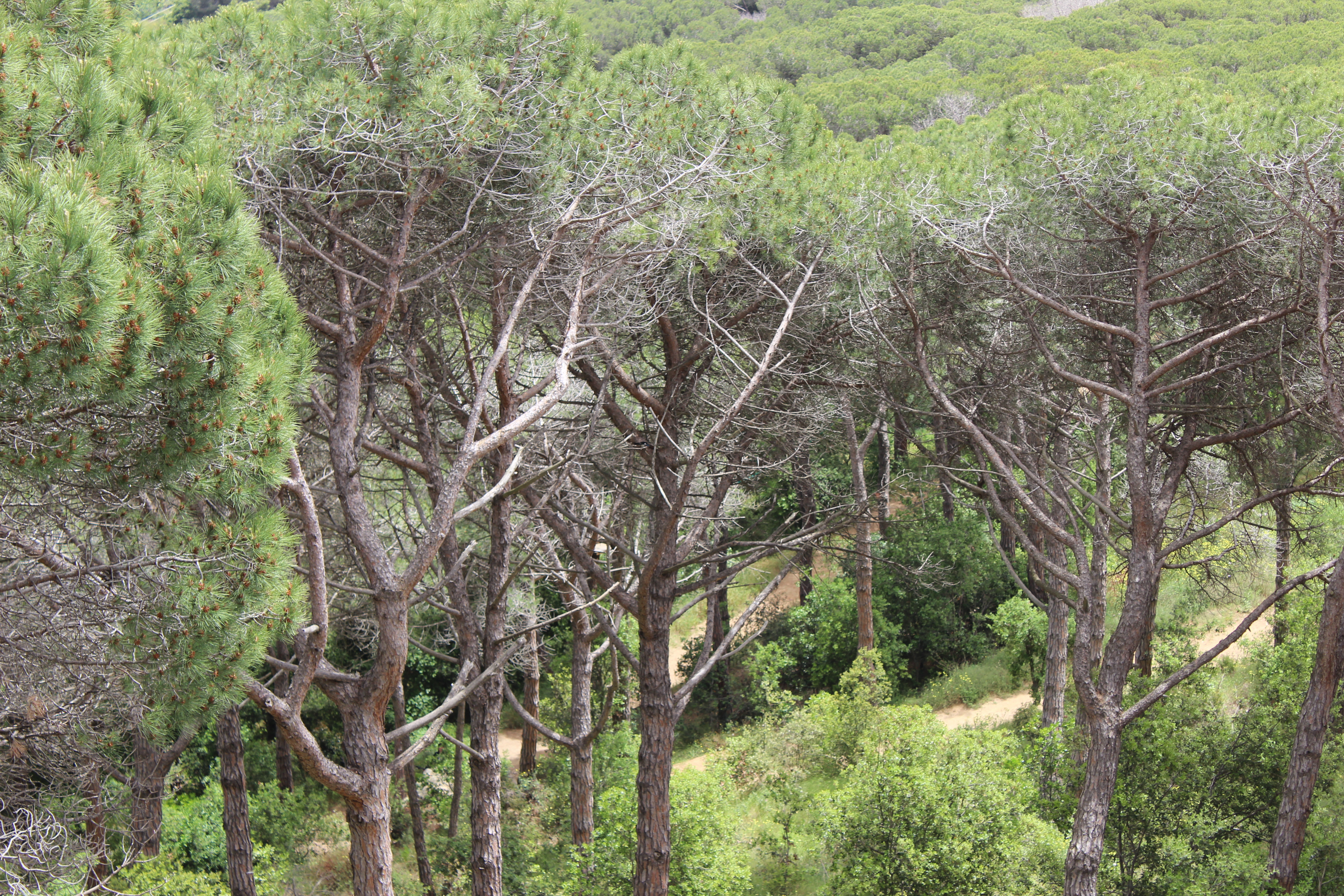
Pinos en el parque forestal

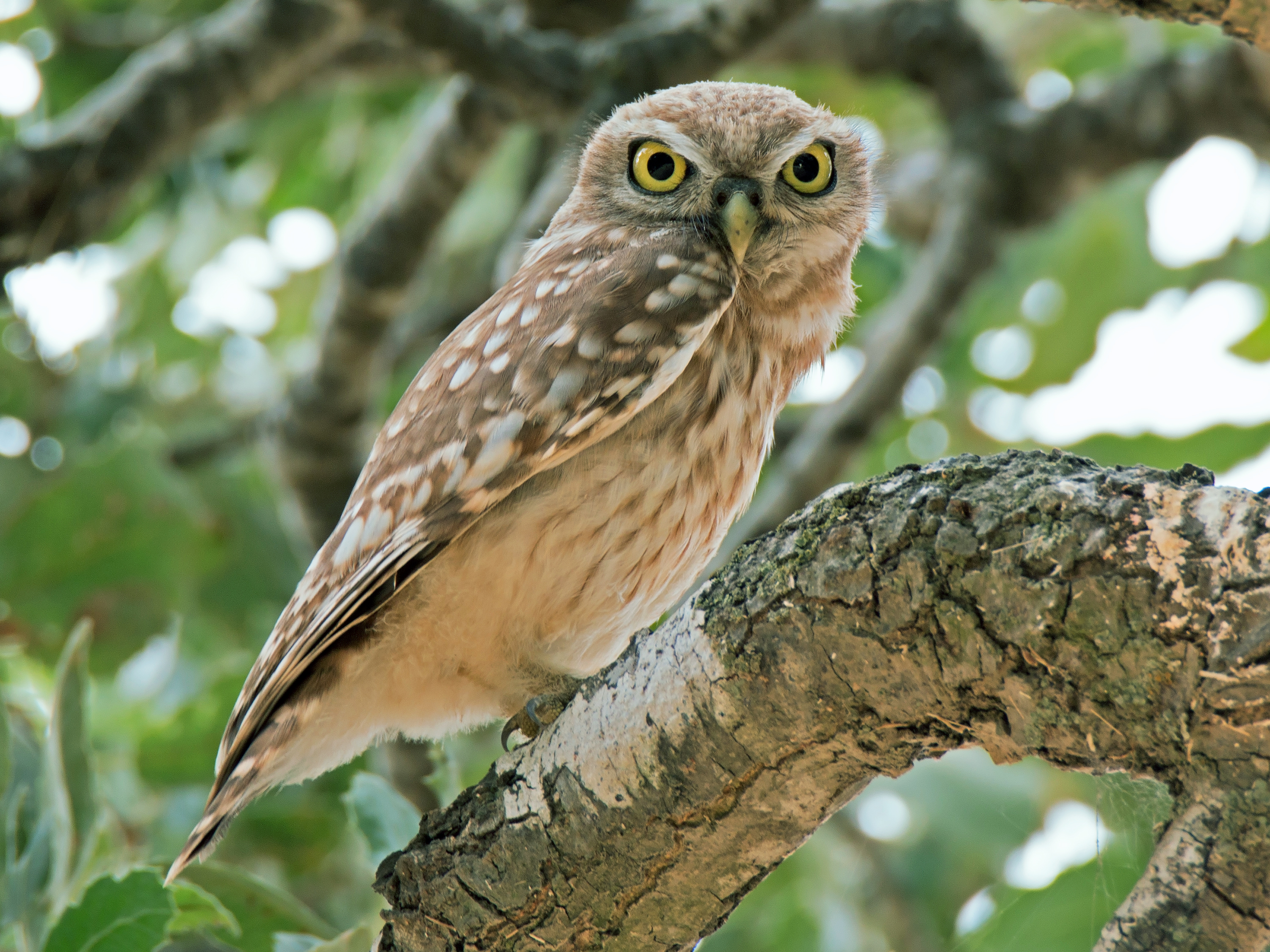
Búho

La vegetación, como en toda la comarca, es típicamente mediterránea; pero varía de acuerdo con el espacio y el hábitat concretos, que se detallan a continuación.

#### Espacios urbanos
En el interior de la ciudad la diversidad y frecuencia de especies vegetales y animales es muy inferior a la del entorno, pero se pueden encontrar árboles típicos de las ciudades catalanas como el plátano de sombra (Platanus × hispanica) de la parte superior de la Riera y la plaza de Santa Ana, o las encinas Quercus ilex ssp. ilex) de la plaza del Ayuntamiento. En otros puntos también hay pies de Tilo (Tilia sp), Almez (Celtis australis) y ginkgo (Ginkgo biloba ). En el parque Central y el nuevo parque Central, así como en otros espacios ajardinados de Mataró, se pueden encontrar ejemplares de una gran cantidad de especies como la eucalipto, el abedul, el cedro, el pino piñonero o el ciprés, entre muchos otros.
La fauna urbana consiste principalmente en pájaros tales como el paloma bravía (Columba livia), el mirlo (Turdus merula) o el gorrión común (Passer domesticus) si bien en los últimos años se ha registrado un aumento de la presencia de especies invasoras como la tórtola turca (Streptopelia decaocto) y la cotorra pitgrisa (Myiopsitta monachus). Otros animales presentes son mamíferos como la rata (Rattus norvegicus), el ratón común (Mus musculus) o los gatos asilvestrados (Felis silvestris catus), y pequeños reptiles como la lagartija (Podarcis hispanica) o el salamanquesa (Tarentola mauritanica).

#### Espacios forestales
Prácticamente toda la superficie forestal del municipio queda incluida dentro del parque del Montnegre y el Corredor, gestionado por Parques de la Diputación de Barcelona. Los bosques originales de encinar litoral dominados por la encina (Quercus ilex ssp. Ilex) todavía están presentes en varias vertientes de montaña, si bien históricamente fueron sustituidos en muchos lugares por la acción humana en favor del pino piñonero (Pinus pinea). Hay, también, presencia de algunos alcornoques (Quercus suber), sobre todo a los vecinos de Valldeix y Cirera. En el sotobosque dominan el brezo (Erica arborea), la Brujas (Erica scoparia), el madroño (Arbutus unedo), la estepa negra (Cistus monspeliensis) y la estepa morisco (C. salvifolius), la cabeza de asno (Lavandula stoechas), la aulaga (Ulex parviflorus), la aliaga (Calicotome spinosa) y la retama (Genista arborea), entre otros. Se encuentra también tomillo (Thymus vulgaris) y romero (Salvia rosmarinus). Cabe destacar igualmente el roldor (Coriaria myrtifolia), que en épocas pasadas había tenido mucha estima para el abastecimiento de las curtidurías de la localidad. En cuanto a las setas, se pueden encontrar níscalos (Lactarius sanguifluus), níscalos (Lactarius deliciosus), trompetas (Craterellus cornucopioides), ruiseñores (Cantharellus cibarius) y apagallums (Macrolepiota procera), entre muchos otros.
En cuanto a la fauna, a los espacios forestales predominan las especies propias de los bosques mediterráneos: mamíferos como el jabalí (Sus scrofa), el zorro (Vulpes vulpes) o la ardilla (Sciurus vulgaris); pájaros como el arrendajo (Garrulus glandarius), el gavilán (Accipiter nisus) o el pito real (Picus viridis); Retos como la serpiente verde (Malpolon monspessulanus) y el lagarto ocelado (Lacerta lepida); y anfibios como el sapo (Alytes obstetricans) o el sapo corredor (Bufo calamita), además de una gran cantidad de insectos, gusanos y otros invertebrados.

#### Espacios marinos

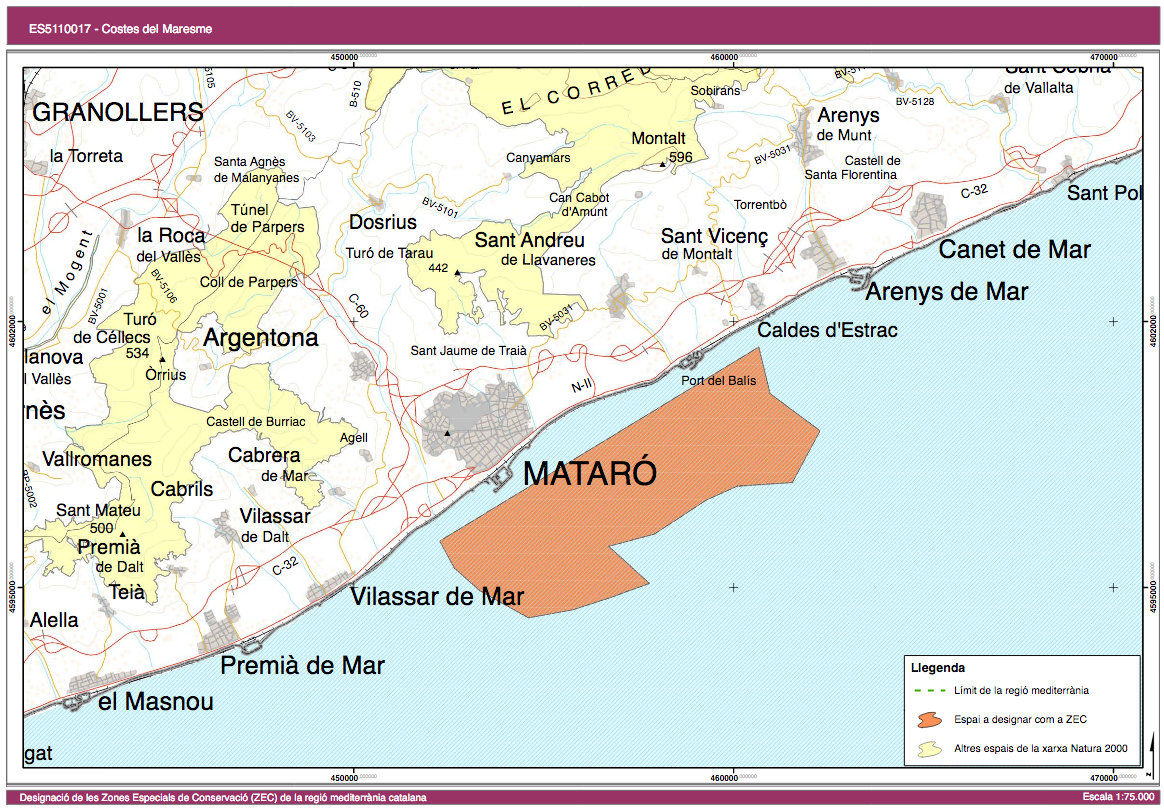
Costas del Maresme

Uno de los hábitats más importantes que se pueden encontrar en los entornos de la ciudad es el Alguer de Mataró, que incluye algunas de las praderas de posidonia (Posidonia oceánica) mejor conservadas del litoral catalán; y que ha sido objeto de estudio desde el año 1997. La importancia ecológica capital de las comunidades bentónicas que se forman alrededor de esta planta endémica del Mediterráneo ha motivado la declaración de zona marítima protegida (Costa del Maresme), incluida dentro del Plan de Espacios de Interés Natural (PEIN) y la Red Natura 2000.
En el frente marítimo se pueden observar todo el año aves marinas como el gaviota argéntea (Larus michahellis) o la gaviota reidora (Chroicocephalus ridibundus); y, según la época, también el cormorán (Phalacrocorax carbo), el charrán común (Sterna hirundo), el alcatraz (Morus bassanus) o las pardelas.

#### Espacios agrarios y fluviales

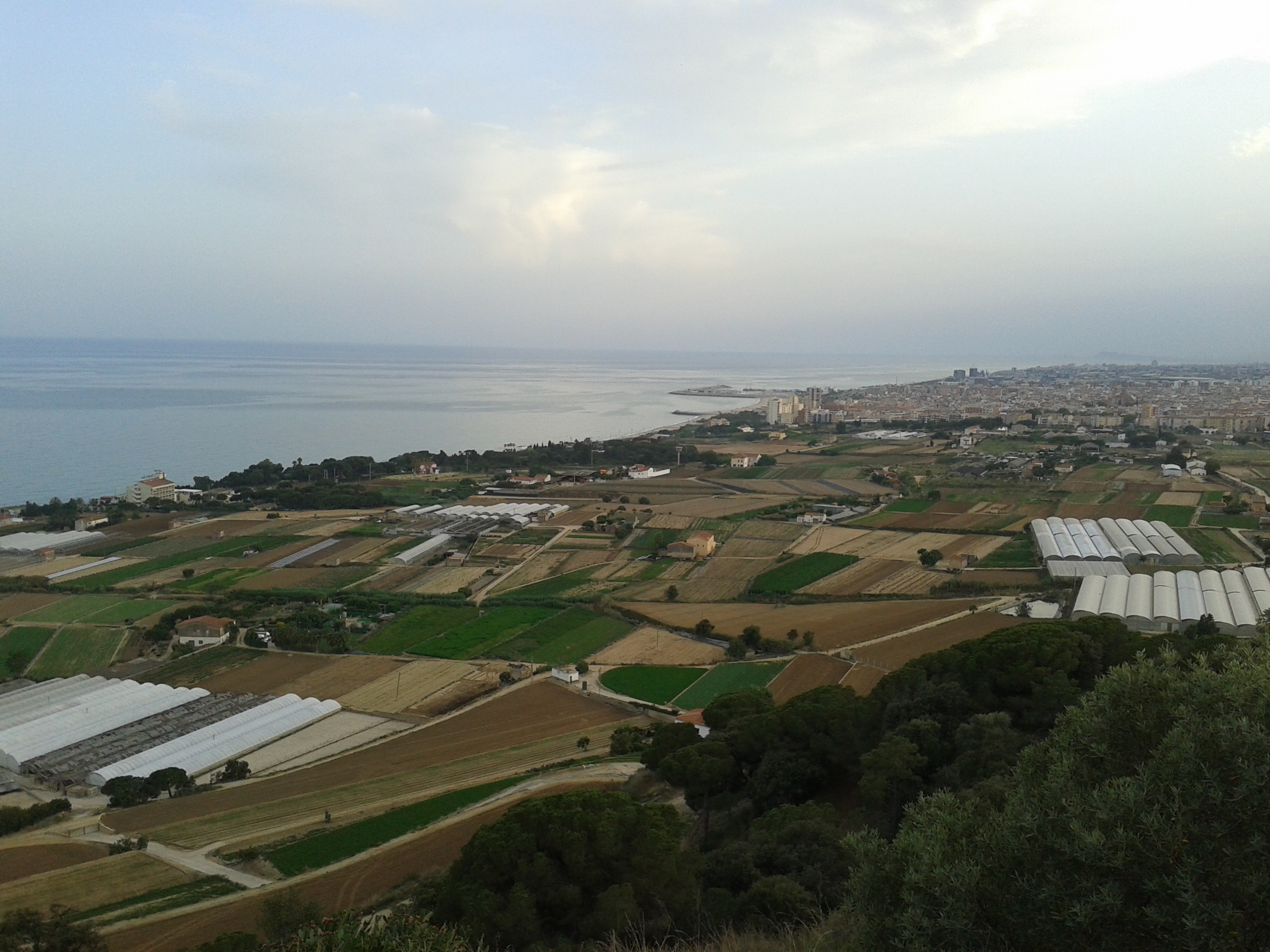
Vista de las Cinc Sènies

Los espacios abiertos fuera del ámbito urbano y no incluidos en las masas forestales son, también, lugares frecuentados por una gran cantidad de pájaros, insectos (particularmente lepidópteros) y pequeños mamíferos que se alimentan. En este sentido, es destacable el ámbito agrario de las Cinco Norias (Cinc Sénies, en catalán) que ocupa más de 200 ha de cultivos varios, donde hay numerosos pies de algarrobo (Ceratonia siliqua) y se pueden ver especies como el jabalí, la perdiz (Alectoris rufa) o el mochuelo (Athene noctua).
Otros lugares interesantes para la fauna y flora que se puede encontrar son las diversas rieras del municipio como las de Argentona, San Simón y Mata; si bien las comunidades vegetales originarias -tales como el alocar o la gatelleda - han sido sustituidas en la mayoría de lugares por el cañaveral dominado por la caña de San Juan (Arundo donax ), planta invasora que desplaza e imposibilita el crecimiento de las especies autóctonas.

## Historia

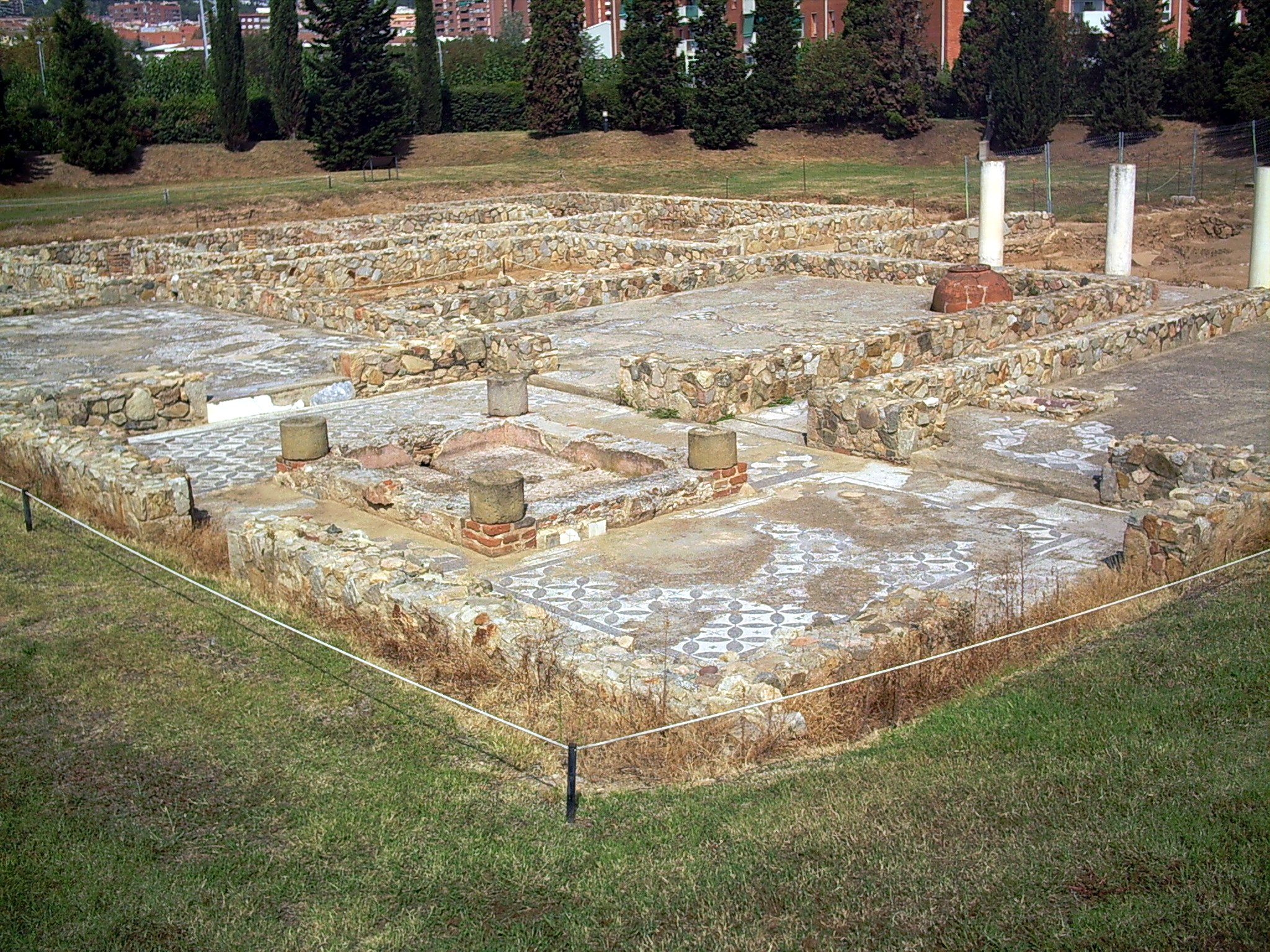
Yacimiento arqueológico de la villa romana de Can Llauder (s. I)

Se han encontrado numerosos restos arqueológicos de la villa romana, sobre todo en el casco antiguo de la ciudad, donde se han descubierto cimientos de las casas romanas y zonas de alcantarillado. La vía romana más antigua documentada epigráficamente a la península es la que enlazaba los poblados de Iluro y el de Ausa, construida entre los años 120 a. C. y 110 a. C. En el barrio del Pla de Boet se conservan los restos de la Villa romana de Can Llauder, del final del siglo I, que quedaba fuera de las murallas de la antigua Iluro.
La aspiración continua de deshacerse de la jurisdicción feudal del siglo XVI, hizo crear una defensa permanente de la villa para la seguridad de sus habitantes. En 1480 el rey Fernando el Católico otorgó el privilegio de incorporarse definitivamente a la Corona, que representaba también la formación definitiva del municipio de Mataró. Durante el XVI quedó terminada la muralla.

En el siglo XVI, Mataró era una pequeña villa edificada alrededor de la iglesia de Santa María y de la plaza Grande. Su importante y progresivo crecimiento económico y demográfico hizo necesario ya la vez posible la construcción de una segunda muralla y la incorporación de nuevos espacios urbanos.

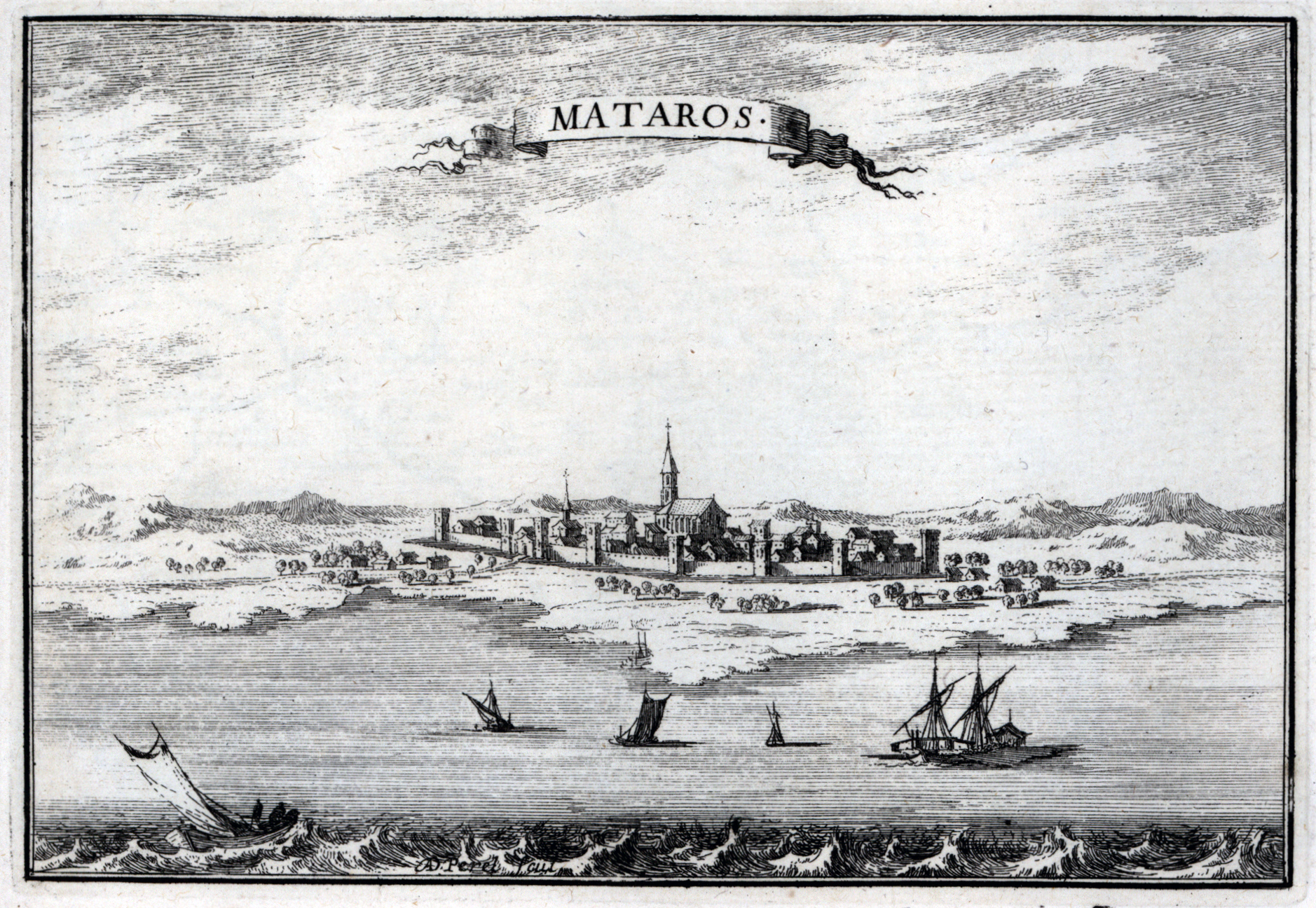
Vista panorámica de Mataró (1668)

La muralla de Mataró, construida entre 1569 y 1600, fue proyecto del ingeniero real Jorge de Setara. Se pueden ver tramos de la muralla actualmente en la calle Muralla de los Genoveses (recientemente restaurada), en la calle Muralla de Titus y por encima del camino real. También quedan los restos de una torre de la muralla en el patio de un edificio privado en la calle Hospital. El proyecto de amurallamiento de la villa se prolongó más de treinta años debido a la escasez económica y las disputas sobre el trazado de la misma.
La muralla disponía de siete portales y accesos, el más destacado era el de Barcelona (actual calle Barcelona con plaza Santa Ana), se reproducen los escudos del principado, de Mataró y de Barcelona. Los escudos originales actualmente figuran sobre la celda dedicada a San Sebastián. Del portal de Valldeix se puede percibir la silueta en el cruce entre las calles de La Coma y de San Francisco de Asís. Los otros portales eran los de Argentona, Cabrera, San José, San Félix, el Pozo de la Noria y la Peña de Roig o Portalet.

A lo largo de la guerra de sucesión española fueron cambiando de bando, para evitar problemas, dependiendo del ejército que aparecía en las cercanías de la ciudad y cuando la flota aliada se presenta en el Maresme es la primera en declararse por Carles y levanta un regimiento comandado por Salvador Mataró para ayudar a los aliados en tomar Barcelona en 1705. Isabel Cristina de Brunswick-Wolfenbüttel, promesa del rey Carlos III de Aragón llegó en Mataró el 25 de julio de 1708, poco después de la victoria aliada en la batalla de Oudenaarde, instalándose en el palacio de Jaume de Baró. El 1 de agosto de 1708 la pareja se casó en la iglesia de Santa María del Mar de Barcelona. 

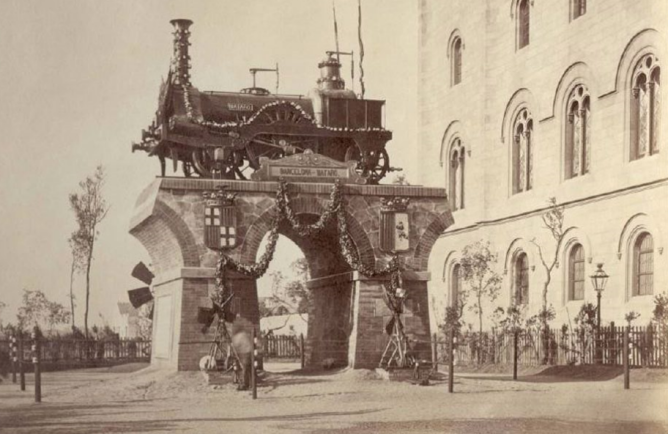
Monumento a La Mataró, tren que hacía el recorrido Mataró-Barcelona, en la plaza de la Universidad de Barcelona (1878)

La villa fue bombardeada por los ingleses en 1742 durante la guerra de sucesión austriaca. La industrialización de la ciudad arrancó en 1839, cuando se instaló el primer motor a vapor para accionar una fábrica textil. Desde este momento el sector textil, de antigua tradición artesanal, se situó en el centro de la actividad económica.
La capital del Maresme vivió un gran crecimiento industrial, que comportó la llegada de miles de inmigrantes. Esta llegada de inmigrantes se hizo especialmente evidente durante las décadas de los años 60 y 70, cuando decenas de miles de inmigrantes españoles provenientes de regiones como Andalucía y Extremadura (principalmente) se instalaron en la periferia de Mataró, creando los barrios de Cerdanyola, Cirera, Rocafonda y La Llàntia, entre otros. Estos barrios eran a menudo muy lejanos del centro de la ciudad, ya que los recién llegados no tenían suficiente dinero para poder instalarse en el núcleo urbano.
Los habitantes de estos nuevos barrios vivieron situaciones muy precarias, ya que el Ayuntamiento de Mataró no les prestaba ninguna atención.
Durante la década de 1960, aparecieron asociaciones vecinales en los barrios para mejorar las condiciones de vida de sus habitantes, y reivindicar la ayuda de las instituciones públicas.
Con la restauración de la democracia, se consiguió mejorar las infraestructuras de la ciudad y conseguir la conexión entre los diferentes barrios, con la aprobación del Plan General de Ordenación Urbana de 1977, y la revisión de este, en 1993, proyectando la Vía Europa, eje perpendicular a la costa, que unía los barrios periféricos, antes alejados entre ellos, y también del núcleo urbano.

## Demografía
Mataró cuenta con una población de 131 798 habitantes (INE 2024).
| Gráfica de evolución demográfica de Mataró entre 1842 y 2021                                                        |
| |
| Población de derecho según los censos de población del INE Población de hecho según los censos de población del INE |

La población de Mataró, desde que se tienen registros fiables, ha ido aumentando ininterrumpidamente de acuerdo con la tendencia de crecimiento económico del país y de la ciudad. Particularmente, a partir de la Edad Moderna, Mataró fue consolidándose como población con un peso demográfico relevante, siendo en 1708 la quinta ciudad en habitantes de toda Cataluña y en 1860 la tercera de la provincia, solo detrás de Barcelona y de la Vila de Gracia. A finales del siglo XIX la población se había doblado respecto al inicio de la centuria y volvió a crecer con fuerza en la década de 1920 gracias al impulso de la industria mataronina.
La Guerra Civil (1936-1939) y la situación económica de posguerra ralentizaron el crecimiento, pero a partir de los años cincuenta y sobre todo a los sesenta del siglo XX una nueva ola de inmigrantes provenientes principalmente de Andalucía, Extremadura, Castilla y León y Murcia provocaron una gran expansión demográfica y urbanística de la ciudad. Después de un estancamiento en la década de los noventa, la población volvió a aumentar a principios de siglo XXI, ahora con personas recién llegadas procedentes mayoritariamente del Magreb, China, el este de Europa y Sudamérica.

### Características
| Cataluña        | 80 703  | 62,9 % |
| Resto de España | 24 333  | 19,0 % |
| Extranjeros     | 23 229  | 18,1 % |
| Total           | 128 265 | 100 %  |

En el año 2019 el 37,1 % de la población censada en Mataró había nacido fuera de Cataluña, repartida prácticamente a partes iguales entre los originarios del resto de España y los de origen extranjero.

## Economía

### Sector textil

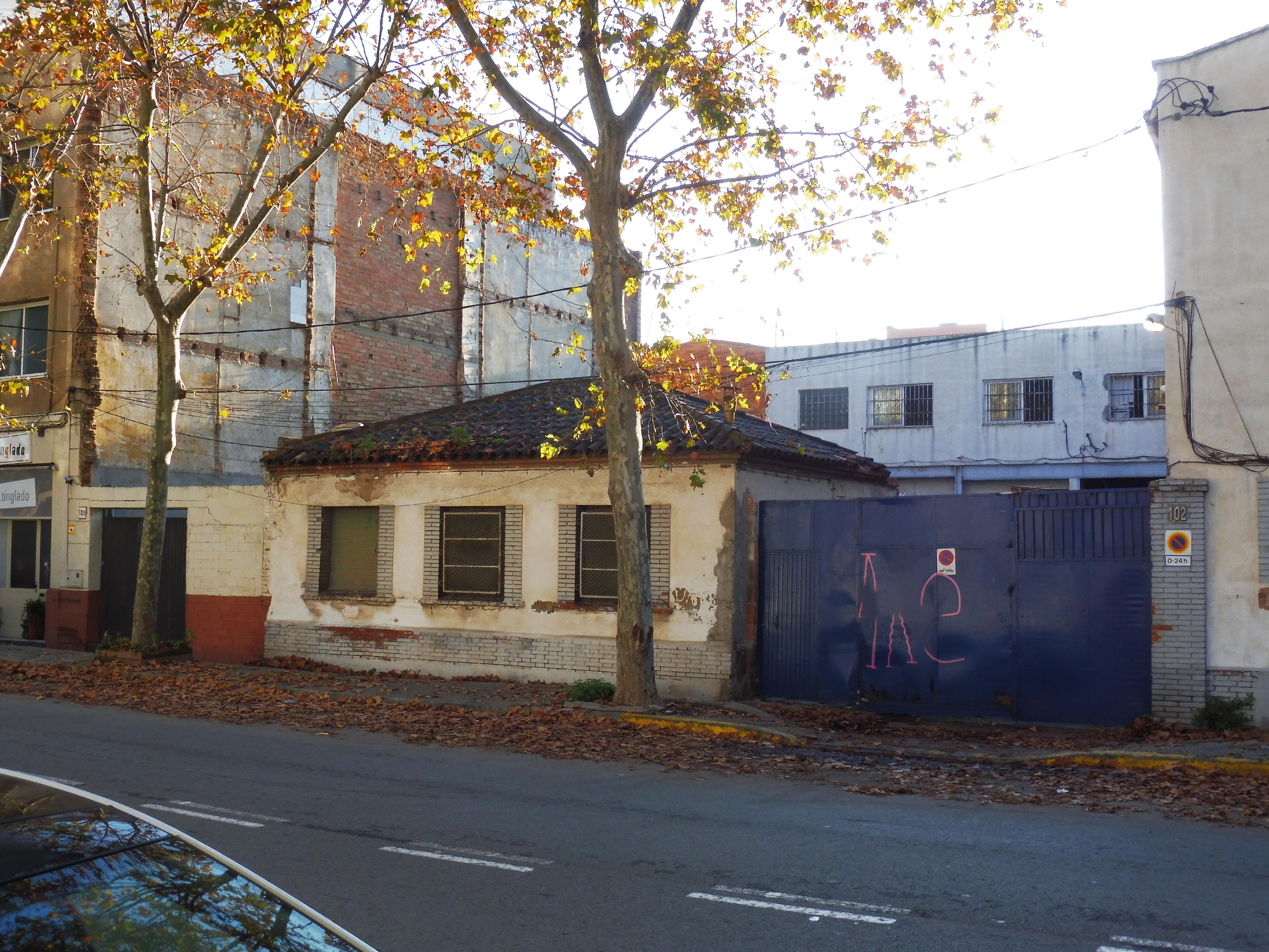
Antigua fábrica de sedas de Mataró

La industrialización de la ciudad arranca en 1839, cuando se instala el primer motor a vapor para accionar una fábrica de seda. Desde este momento el sector textil, de antigua tradición artesanal, se sitúa en el centro de la actividad económica. Atrae inversiones de capitales foráneos y mano de obra de las zonas agrícolas catalanas. La ciudad abandona la etapa agraria para entrar de manera decidida hacia finales del siglo XIX en el mundo industrial. El sector textil había sido hasta finales del siglo XX la columna vertebral de una ciudad que, a causa de la competencia de las producciones orientales, ha tenido que rehacer su modelo económico, convirtiéndose en un importante centro de servicios.
En el año 2021 se puso en marcha el denominado Reimagine Textil, que consiste en un ambicioso programa de innovación empresarial para modernizar y reimpulsar el textil en la comarca, después de la pandemia de Covid19.

### Agricultura

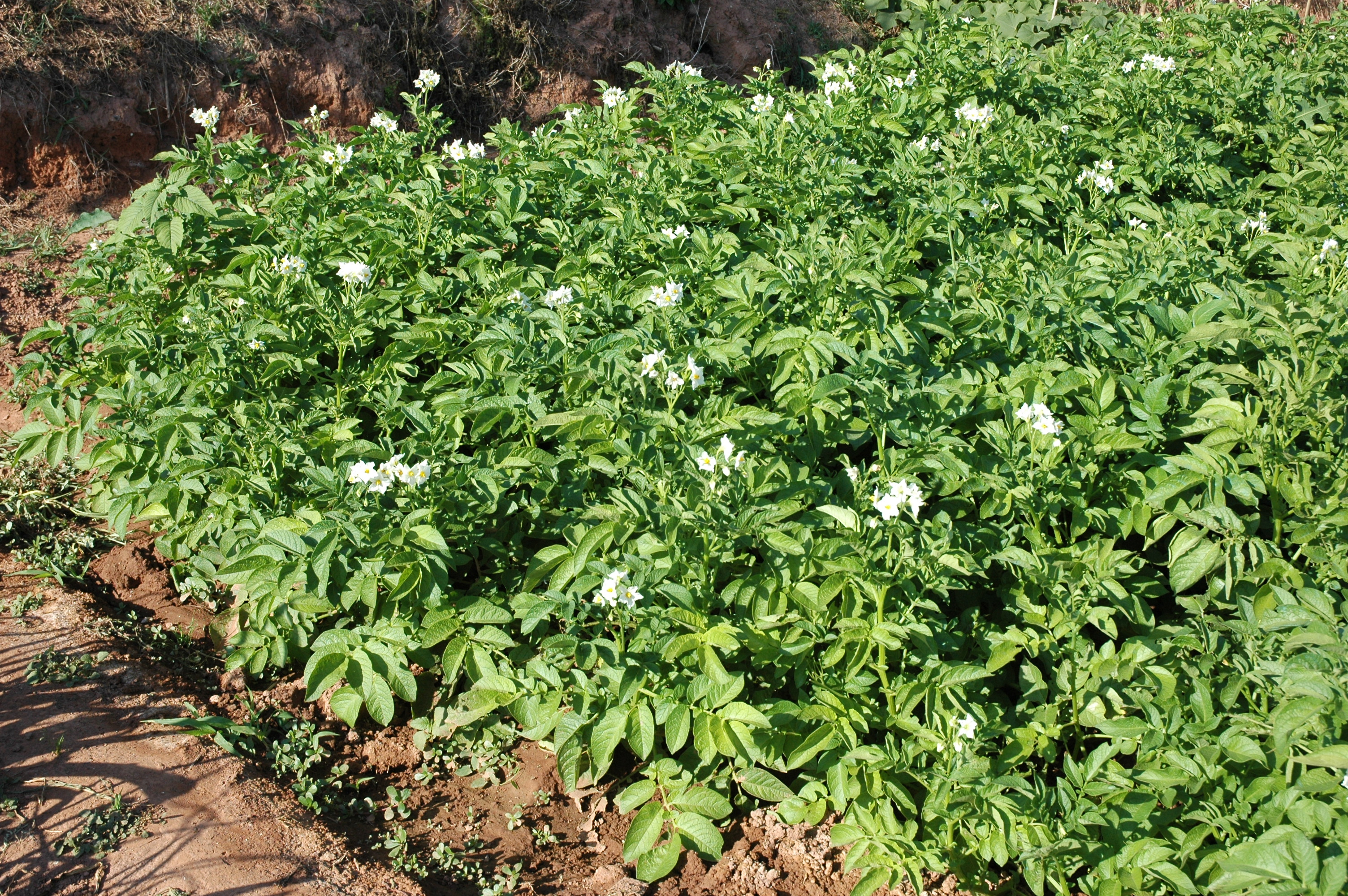
Cultivo de patata

Como la mayoría de las poblaciones de la comarca, la viña era antiguamente la base de la agricultura local, pero la invasión de la filoxera a finales del siglo XIX redujo considerablemente la superficie dedicada a la viticultura. Gracias a la repoblación de las cepas con esquejes americanos, más resistentes a las enfermedades, la viña todavía tuvo bastante importancia hasta bien entrado el siglo XX. En 1945 la superficie era algo superior a la del regadío.
Paralelamente a la regresión de la viticultura se fue incrementando el cultivo de regadío, sobre todo a partir del momento en qué se utilizó la energía eléctrica para la extracción de las aguas subterráneas. La plataforma cuaternaria que limita con el mar, formada por la acumulación de arenas y gravas procedentes de la disgregación del granito, resulta muy propicia para el cultivo de regadío, tanto por la existencia de capas freáticas, como por la buena permeabilidad de los suelos.
Pero no todo ha sido fácil: el labrador ha tenido que reconstruir muchas veces los caminos, explanarlos, nivelarlos, buscar el agua a mucha profundidad, canalizarla debidamente y modificar la calidad de los terrenos.
Las zonas de huerta más fértiles se encuentran en la llamada Plana de Sant Simó y Cinc Sènies por el lado oriental, y el Pla d'en Boet, con el Rengle y el Camí del Mig, hasta la riera de Argentona, por el lado de poniente. En esta última dirección es donde la acción urbanizadora ha engullido más parcelas dedicadas a la horticultura. Hay también parcelas de huerta sitas a mayor altura, pero no tienen la importancia de los lugares llanos.
Hasta no hace mucho, la cosecha de la patata temprana era una de las principales en la región. Su cultivo arrancaba del fin del siglo pasado y se había consolidado hacia 1910 con la adopción de la semilla inglesa Royal Kidney, que era la que se adaptaba mejor a esta clase de producción hortícola en orden a la exportación, y que hizo que en 1932 se declarara obligatoria la denominación de origen Mataró Potatoes para esta clase de tubérculo obtenido en la comarca y las zonas limítrofes. La lechuga Trocadero y el guisante también fueron objeto de exportación.
Hacia 1952 se introdujo en Mataró la producción de los claveles que poco después pasaría a ocupar bastante extensión de terreno, pero más bien como alternativa, junto con otros cultivos. La producción floral, pues, es exigua y se combina con los cultivos de huerta tradicionales (coles, coliflor, brócoli, escarolas, pimientos, judías, cebollas y patatas), pero se han mejorado las técnicas de la agricultura intensiva (invernaderos, lugares de sombra, riego por aspersión), con lo cual la horticultura mantiene su peso económico dentro del municipio.

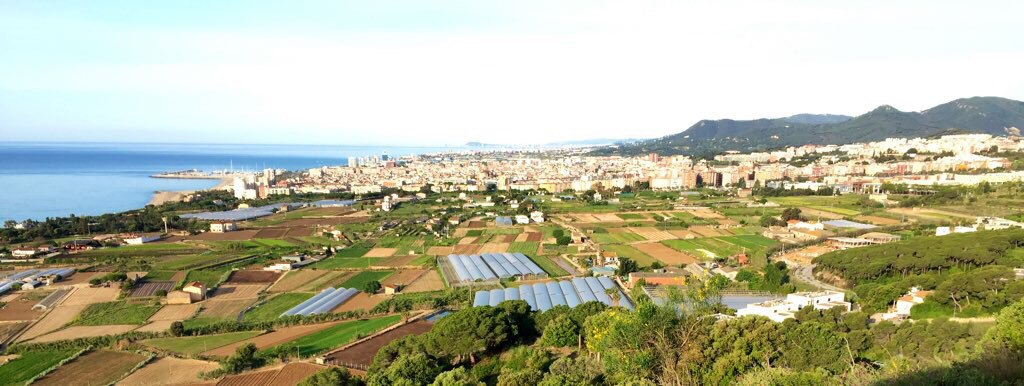
Zona agraria de Cinc Sénies

### Talleres mecánicos

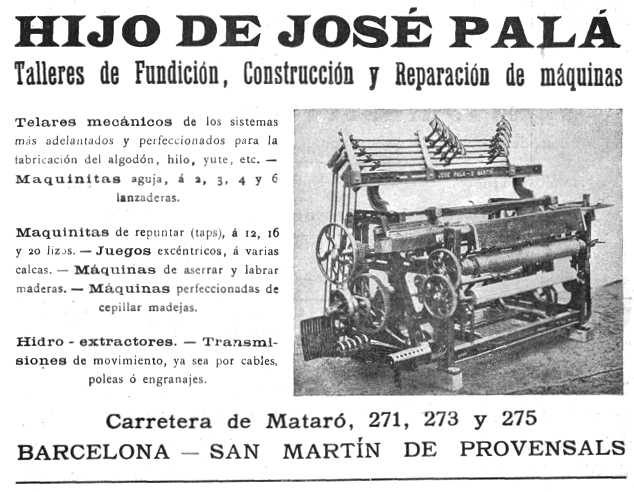
Antigua publicidad de un taller mecánico de Mataró

Los talleres mecánicos especializados en la construcción de máquinas para género de punto fueron muchos en los años 1960, junto con varias empresas especializadas en el trabajo con hierro. La industria metalúrgica era un gran puntal de la economía de la ciudad, después del género de punto. Unas 3000 personas se dedicaban a desarrollar diferentes actividades: torneros, fresadores, rectificadoes, afinadores, delineantes, soldadores, montadores o pintores.
La calidad de las máquinas que se construían en Mataró estaba reconocida mundialmente, las empresas exportaban a países como Estados Unidos, Gran Bretaña, Francia, Japón entre otros. Los talleres disponían de una oficina técnica que diseñaba nuevos modelos para que las máquinas contemplaran las últimas tecnologías del momento para asegurar la continuidad y el futuro de la empresa.
A finales de los años 70, las nuevas máquinas incorporan controles por circuitos electrónicos, lo que provocó que las industrias metalúrgicas y sus productos quedaran obsoletos. Ese cambio tecnológico provocó el cierre de todos los talleres mecánicos, así como aquellas industrias auxiliares que trabajaban para ellos. Actualmente Mataró no dispone de ningún taller de maquinaria textil.
El Museu Fundació Vilaseca conserva muchas de esas máquinas, algunas auténticas obras de arte, en una de las colecciones de maquinaria textil más importante de Europa.
Empresas de fabricación de maquinaria textil de Mataró eran: Albo, S.A. – Abril, S.A. - Talleres Linares, S. A. – Talleres Pruna, S.A. - Trabal, S.A. – Talleres CYPP – Suministros Ind.Tex, S.L. – Torres y Cia. – Fundició Font – Fundició Sant Crist – Fundició Roure – Talleres Ray – Telcisa – Talleres Tomas – Talleres Merino - Talleres Acerman y otras no tan conocidas.

### Turismo

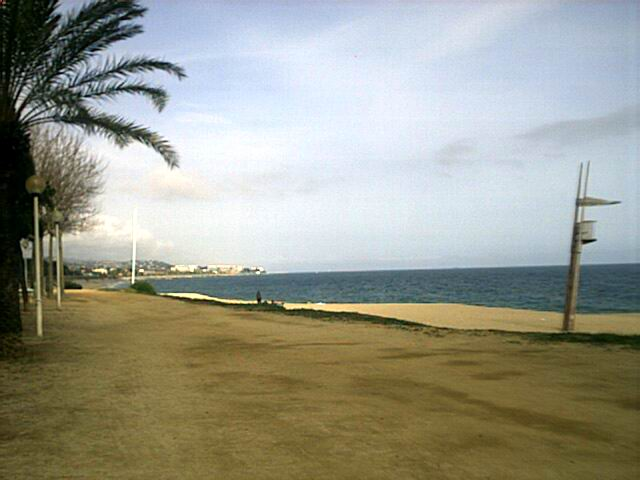
La playa principal

Toda la zona del Maresme ha sido tradicionalmente bien aceptada como zona turística por su sucesión de playas desde Mongat, el Masnou, Premiá de Mar, Vilassar, Arenys de Mar, Sant Pol, Calella, Pineda y Malgrat de Mar.
Pero Mataró también es una ciudad activa y en constante transformación, comprometida con las nuevas tecnologías y fiel con la cultura y su historia. Además de las playas, ofrece un rico patrimonio arquitectónico y arqueológico, parques y montañas, fiestas y tradiciones, ofertas comerciales y los tradicionales mercados propios de la zona mediterránea.

### Comercio

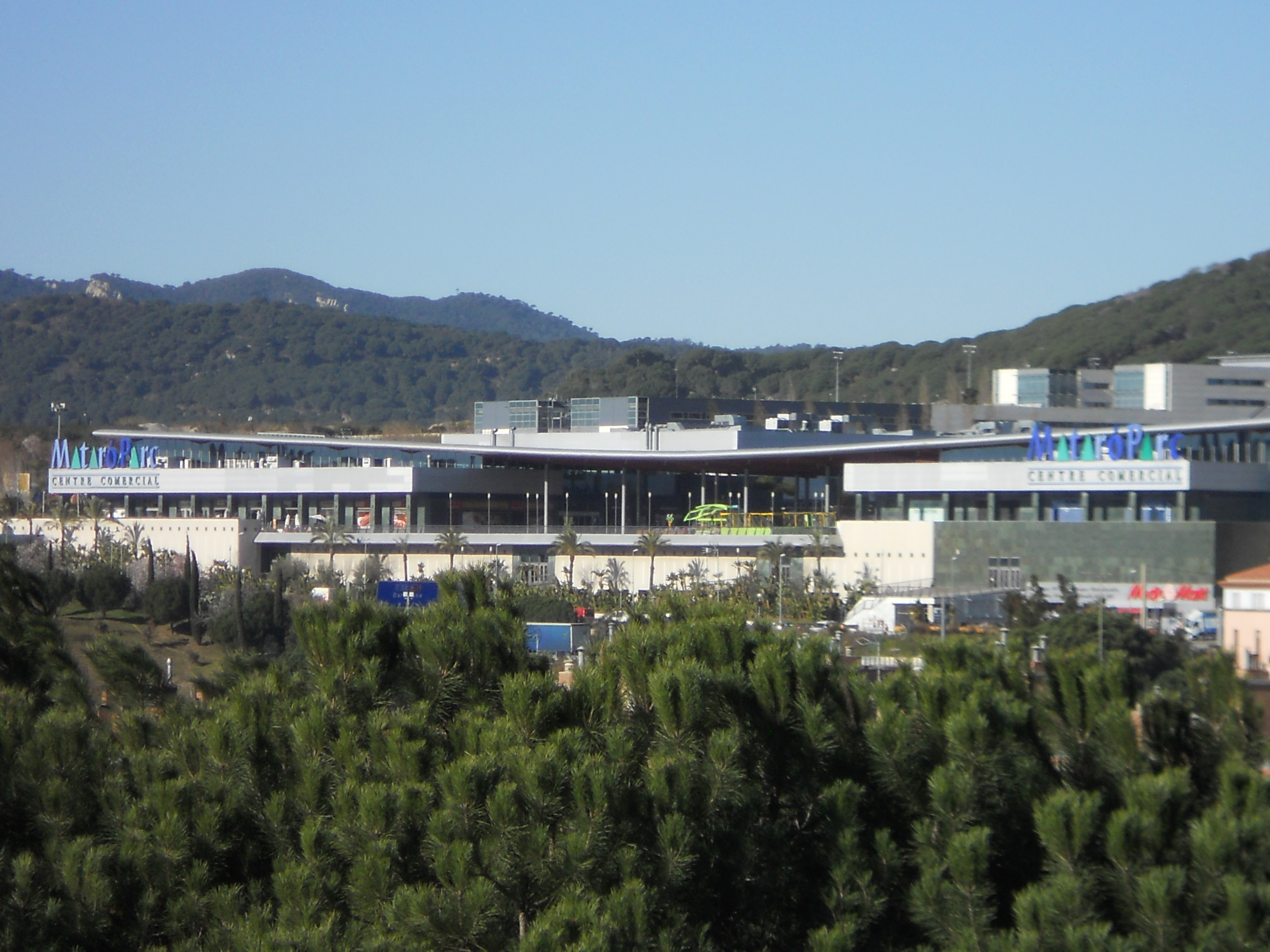
Centro Comercial Mataró Parc

La mayoría de comercios se agrupan en asociaciones de comerciantes.
- Comerç Mataró Centre,[142] cuenta con la mayoría de los establecimientos que están situados en el barrio del centro de Mataró y representa el comercio de proximidad.
- Mataró cuenta con dos mercados municipales: plaza Grande y plaza de Cuba, y dos mercados privados: Mercado de Cerdañola y Mercado del Palacio.[143]
- El comercio urbano se configura en ejes comerciales, caracterizados por ser un espacio comercial delimitado, y con la posibilidad de paseo. En total hay siete ejes comerciales:[144] Mataró Centro, como eje de centralidad histórica; plaza de Cuba y Cercanías, La Gran Botiga, Rocafonda y Cerdañola como ejes de centralidad de barrio; y bulevares de Mataró como nuevo eje de centralidad.
- En el norte de la ciudad se encuentra el Centro Comercial Mataró Parc,[145] que cuenta con más de cien establecimientos, entre los cuales se encuentra un cine (CINESA) que cuenta con doce salas. El centro comercial cuenta con 140 000 m², de los cuales 18 000 m² pertenecen al hipermercado Alcampo.
- Centro Comercial Can Soleret,[146] consta de varias tiendas, sobre todo de textil, un taller Auto Equip, una tienda de muebles Kibuc y dos tiendas de alimentación (Lidl y Casatió). Situado en la ronda de los Países Catalanes.

### Evolución de la deuda viva
El concepto de deuda viva contempla solo las deudas con cajas y bancos relativas a créditos financieros, valores de renta fija y préstamos o créditos transferidos a terceros, excluyéndose, por tanto, la deuda comercial.
| Gráfica de evolución de la deuda viva del Ayuntamiento entre 2008 y 2023                         |
|                                                                                                  |
| Deuda viva del Ayuntamiento de Mataró, en miles de euros, según datos del Ministerio de Hacienda |

## Monumentos y lugares de interés
Debido a que es la ciudad de nacimiento de varios arquitectos relevantes que forman parte de los principales movimientos artísticos de finales del siglo XIX y principios del siglo XX, Mataró cuenta con un gran número de edificios de alto interés artístico y arquitectónico, de entre los que destacan los siguientes:
- Antigua Clínica la Alianza, edificio de Eduard Ferrés (siglo XX)[149]
- Café de Mar, obra de Lluís Gallifa Grenzner (1926)[150]
- Ca l'Arenas. Centro de Arte del Museo de Mataró, edificio historicista de Emili Cabanyes i Rabassa (1899)[151]
- Can Masjuan, chalet de estilo moderno de Jordi Capell i Casaramona (mediados del siglo XX)[152]
- Can Palauet, casa señorial con elementos góticos del siglo XV y fachada del siglo XVII
- Can Parera, casa de estilo historicista-neogótico obra de Josep Puig i Cadafalch (1894)
- Can Serra, actual sede del Museo de Mataró, casa solariega del siglo XVI

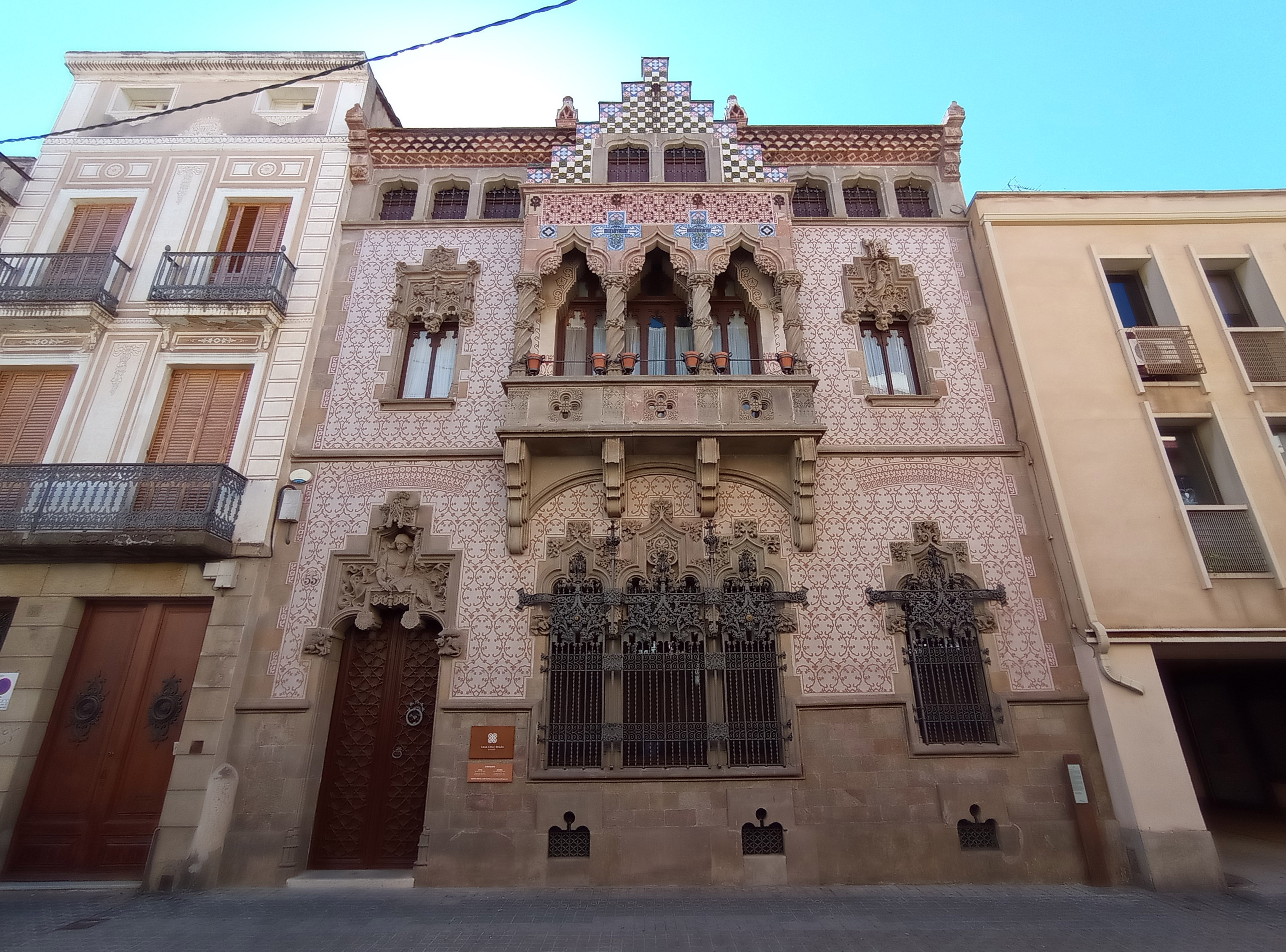
Casa Coll i Regàs

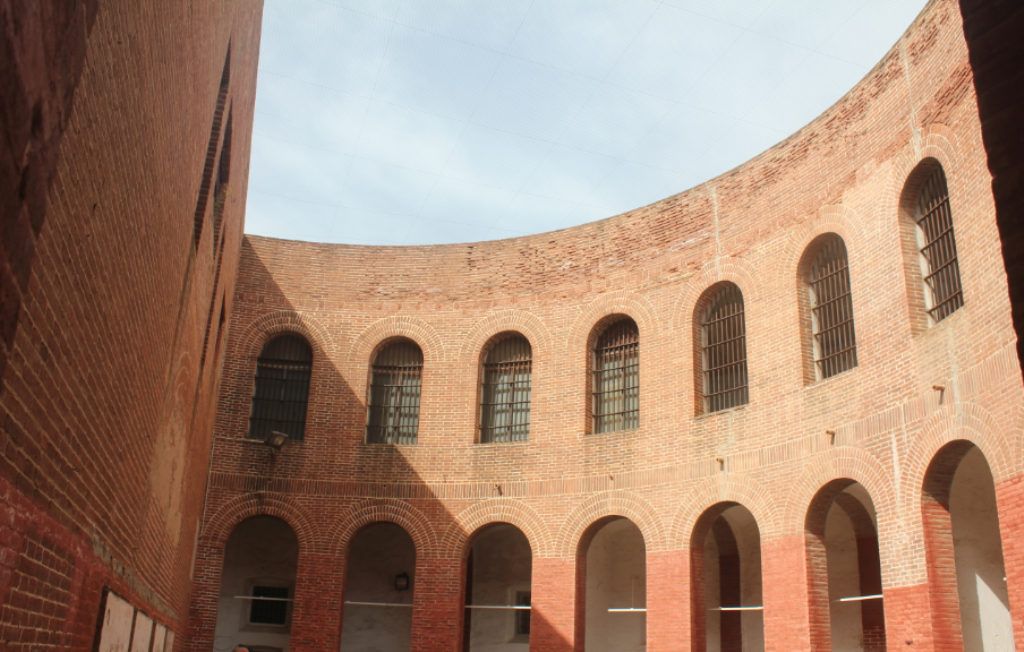
Patio de la antigua prisión

- Casa Coll i Regàs, obra modernista muy destacable de Josep Puig i Cadafalch (1898)
- Casa de la Ciudad, edificio original de Jaume Vendrell (1635), reformado con estilo neoclásico por Miguel Garriga y Roca (1867)
- Maristas Valldemia, edificio neoclásico del XIX del arquitecto Jeroni Boada i Renter, y reformado y ampliado por Josep Goday i Casals
- Fideos la Confianza, obra modernista de Josep Puig i Cadafalch (1896)
- El antiguo Matadero municipal de Mataró, recinto modernista de Melchor de Palau (1909-1915)
- Pescadería, edificio neoclásico de Miquel Garriga i Roca (1841)[153]
- Mercado de la Purísima Concepción, edificio racionalista de Lluís Gallifa Grenzner y Miquel Brullet i Monmany (1936)
- Mercado el Tren, edificio modernista de Emili Cabanyes i Rabassa y Josep Puig i Cadafalch (1891-1893)
- Nave Gaudí, el primer edificio construido por Antoni Gaudí (1878)
- Prisión de Mataró, edificio historicista de Elías Rogent (1851)
- Residencia San José, recinto novecentista con elementos modernistas de Emili Cabanyes i Rabassa (1912)

### Edificios religiosos

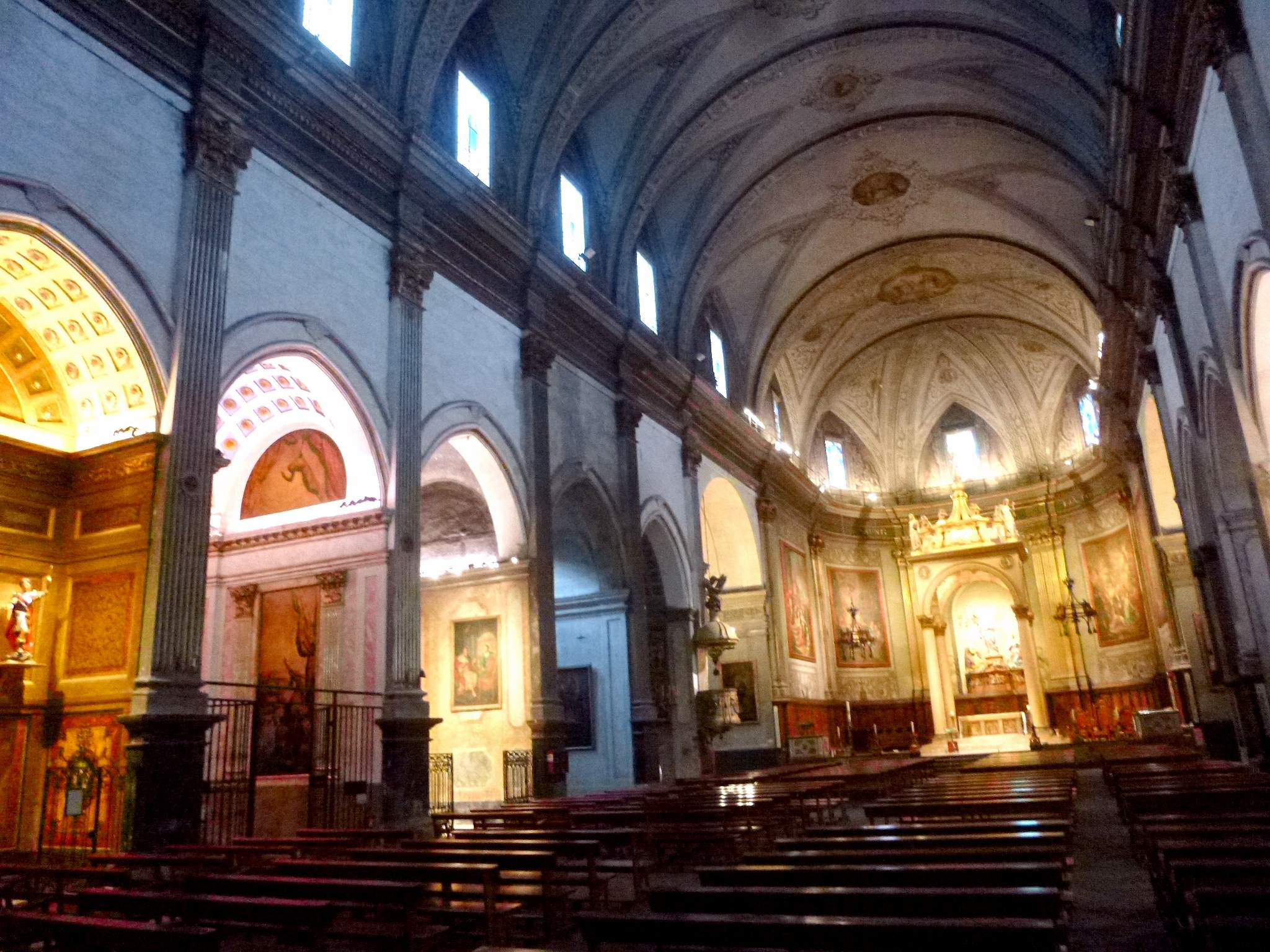
Basílica de Santa María de Mataró

La iglesia más emblemática de Mataró es la Basílica de Santa María, parroquia tradicional de la ciudad documentada desde el año 1054, y situada en el centro del casco histórico, sobre los restos de una iglesia románica, y antes de un templo de origen romano. El edificio actual data del siglo XVII y mezcla los estilos gótico, barroco y neoclásico. En su interior destaca la capilla de los Dolores, uno de los exponentes del barroco catalán mejor conservados, con varias obras de Antoni Viladomat. Acoge las reliquias de las Santas patronas de la ciudad (Santa Juliana y Santa Semproniana), y de ahí que el 27 de julio se oficia la Misa de las Santas.
Otros edificios destacables son la iglesia de Santa Ana y el antiguo convento de San Juan y San José, ambos de estilo barroco. En las afueras de la ciudad, junto a las Cinco Norias y el arroyo del mismo nombre, encontramos la ermita de San Simón, un pequeño templo de tradición marinera construido el siglo XVII, y que hoy en día mantiene viva la tradición de un acopio y de comida alrededor del 28 de octubre el sable de San Simón, especialidad pastelera genuinamente mataronesa. En este lugar se ubicaba la Coca de Mataró, un exvoto marinero de gran valor artístico que hoy se conserva en el Maritiem Museum Prins Hendrik de Rótterdam.
Más lejos del centro de la ciudad, destaca la ermita de Sant Martí de Mata (siglos IX-XI) y la de San Miguel de Mata (siglo XV), de estilo gótico tardío.

### Puerto marítimo
Mataró cuenta, desde el 7 de junio del año 1991, con un puerto marítimo con capacidad total de 1080 embarcaciones y servicios de grúa, varador, gasolinera, talleres y tiendas de material náutico. El servicio portuario de marinería está activo las 24 horas a través del canal 9 del VHF.

### Playas y frente marítimo

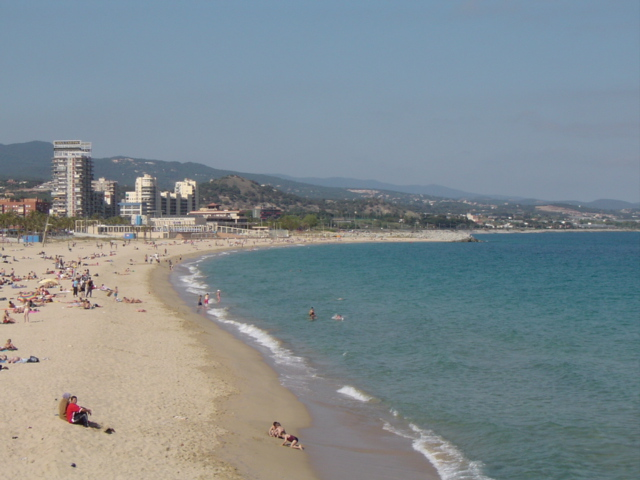
Playa del Varador

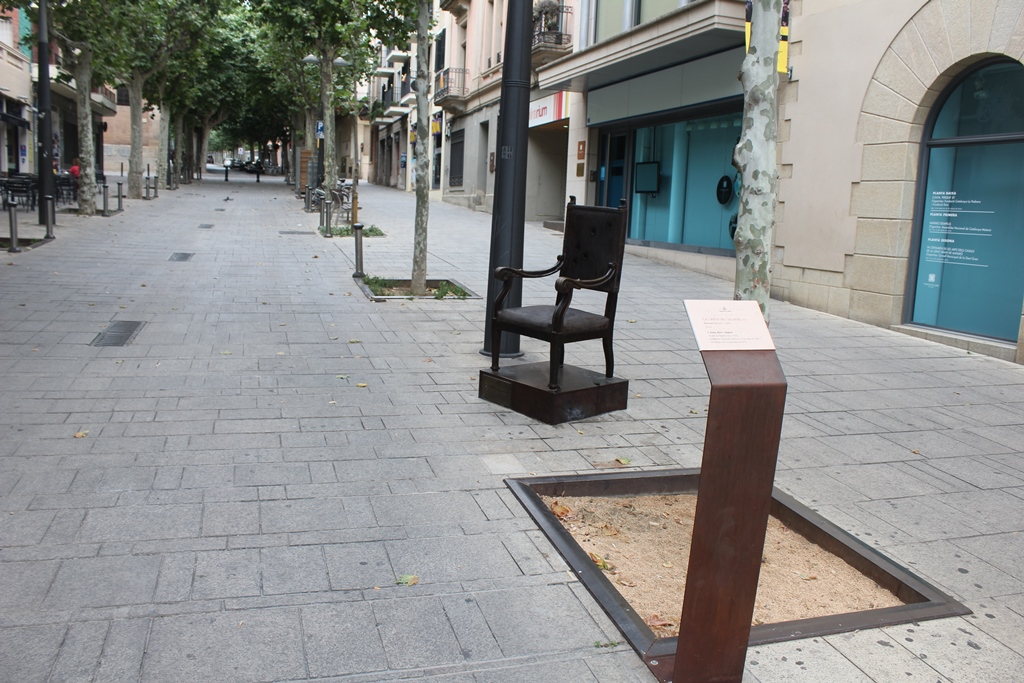
Escultura La silla del alcalde (2018) de Perecoll, dedicada al alcalde Josep Abril i Argemí (1869-1939)

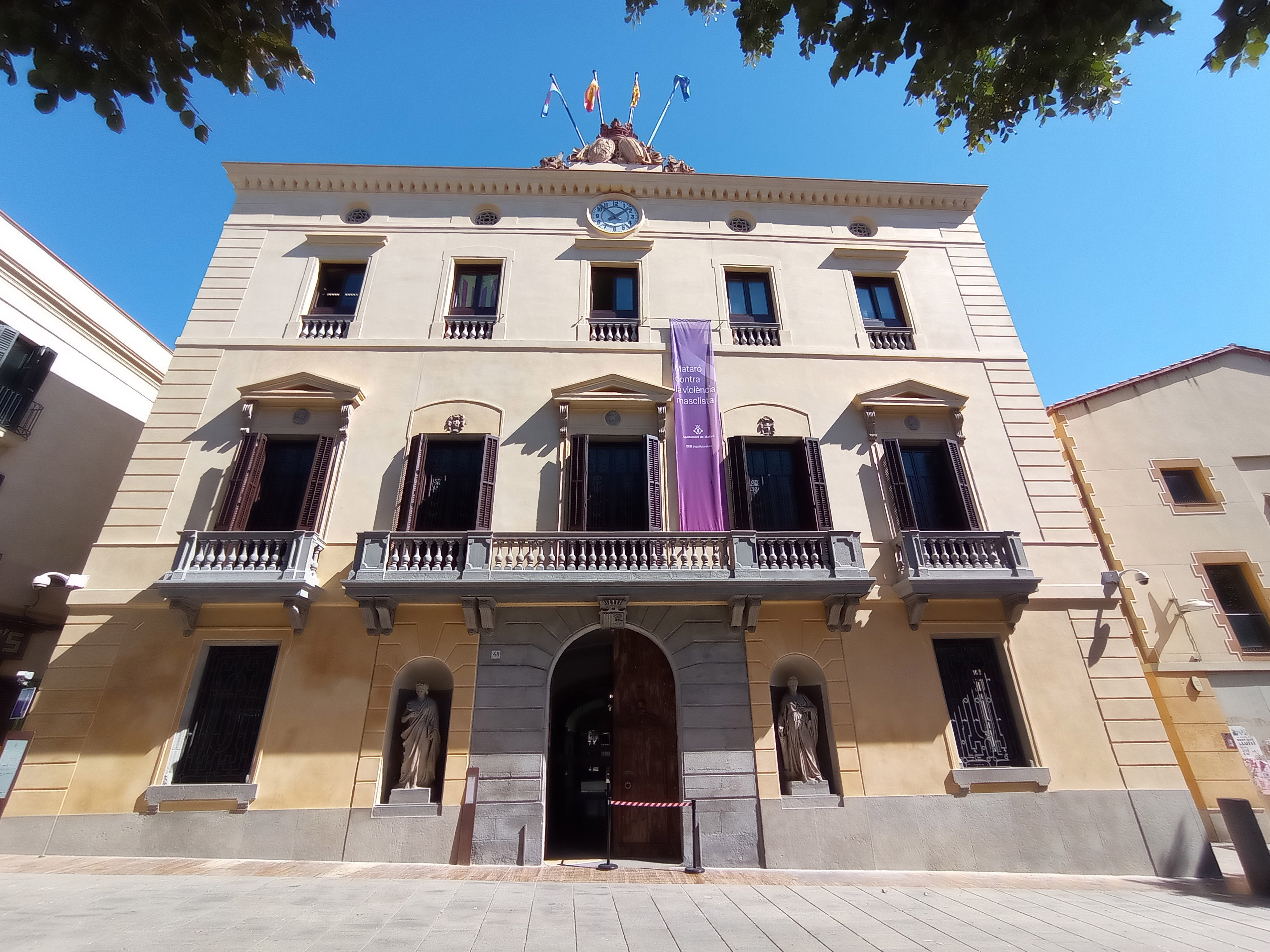
Ayuntamiento de Mataró

Como ciudad que ha crecido bien a raíz de la mar, Mataró cuenta con un importante paseo marítimo de Mataró que recorre la costa a lo largo de los 2,2 km de playas de la ciudad, desde el arroyo de San Simón hasta la playa de Ponente. Más allá, existe la posibilidad de conectar con las poblaciones vecinas de San Andrés de Llavaneras y Cabrera de Mar.
El paseo marítimo cuenta con numerosos espacios para el recreo de equipamientos deportivos en negocios de restauración. Destacan las instalaciones del Centro Natación Mataró y el acceso al puerto de Mataró, que a su vez acoge también varios bares y restaurantes. En varias ocasiones a lo largo del año, esta gran avenida costera acoge la celebración de conciertos y otros espectáculos.
En cuanto a las playas, se diferencian cuatro de dimensiones muy variables, todas ellas con servicio de salvamento y socorrismo durante la temporada de verano y equipadas con diversas instalaciones: aseos, duchas, pasarelas de madera, redes de voleibol, juegos infantiles, etcétera. En sentido oeste-este son las siguientes:
- Playa de Poniente (180 x 30 m): situada al abrigo del Puerto, es la más pequeña y la menos frecuentada.[163]
- Playa del Varador (765 x 125 m): dispone del distintivo de Calidad Turística.[164]
- Playa del Callao (400 x 50 m): dispone del distintivo de Calidad Turística.[165]
- Playa de Sant Simó (1000 x 30 m): la más alargada y menos artificial, donde se practica el nudismo.[166]

## Administración y política

### Gobierno municipal
El pleno del Ayuntamiento está formado por 27 concejales. En las elecciones municipales de 2019 el Partit dels Socialistes de Catalunya-Candidatura de Progrés (PSC-CP) obtuvo 13 concejales, la coalición formada por Esquerra Republicana de Catalunya-Moviment d'Esquerres-Acord Municipal (ERC-MES-AM) obtuvo 8, En Comú Podem-En Comú Guanyem (ECP-ECG) 2, Junts per Catalunya (JxC) 2 y Ciutadans (CS) 2.
Desde las primeras elecciones tras el franquismo, en 1979, y hasta el 2011, el Ayuntamiento de Mataró estuvo dirigido por el Partit dels Socialistes de Catalunya (PSC), en diferentes coaliciones con el Partit Socialista Unificat de Catalunya (PSUC) e ICV cuando no ha obtenido una mayoría suficientemente amplia. Sus alcaldes en este periodo han sido Joan Majó, Manuel Mas y Joan Antoni Baron. Desde la victoria de CiU a las elecciones municipales de 2011, y por primera vez desde la transición, la ciudad estuvo gobernada por un alcalde, Joan Mora, de CDC. Sin embargo, el PSC volvió a gobernar la ciudad en 2015 con David Bote Paz.
| Periodo   | Nombre                    | Partido | Partido                                    |
| --------- | ------------------------- | ------- | ------------------------------------------ |
| 1979-1983 | Joan Majó i Cruzate       |         | Partit dels Socialistes de Catalunya (PSC) |
| 1983-2004 | Manuel Mas i Estela       |         | Partit dels Socialistes de Catalunya (PSC) |
| 2004-2011 | Joan Antoni Baron Espinar |         | Partit dels Socialistes de Catalunya (PSC) |
| 2011-2015 | Joan Mora i Bosch         |         | Convergència i Unió (CiU)                  |
| 2015-act. | David Bote Paz            |         | Partit dels Socialistes de Catalunya (PSC) |

| Partido político                                         | 2023  | 2023   | 2023       | 2019  | 2019   | 2019       | 2015  | 2015  | 2015       | 2011  | 2011   | 2011       | 2007  | 2007   | 2007       |
| Partido político                                         | %     | Votos  | Concejales | %     | Votos  | Concejales | %     | Votos | Concejales | %     | Votos  | Concejales | %     | Votos  | Concejales |
| Partit dels Socialistes de Catalunya (PSC)               | 33,22 | 14 978 | 11         | 38,73 | 21 518 | 13         | 18,46 | 8420  | 6          | 22,41 | 10 018 | 8          | 34,49 | 13 690 | 11         |
| Esquerra Republicana de Catalunya (ERC)                  | 14,79 | 6671   | 4          | 26,20 | 14 555 | 8          | 14,58 | 6648  | 4          | 3,95  | 1768   | 0          | 6,13  | 2434   | 2          |
| Vox                                                      | 12,56 | 5664   | 4          | 4,09  | 2277   | 0          | —     | —     | —          | —     | —      | —          | —     | —      | —          |
| Junts per Catalunya (JxC)-Convergència i Unió (CiU)      | 9,26  | 4178   | 3          | 6,54  | 3631   | 2          | 16,17 | 7374  | 5          | 24,87 | 11 121 | 8          | 20,99 | 8329   | 7          |
| Partit Popular de Catalunya (PP)                         | 8,64  | 3897   | 2          | 3,79  | 2105   | 0          | 8,47  | 3862  | 2          | 15,40 | 6884   | 5          | 14,19 | 5632   | 4          |
| En Comú Podem (ECP)-Iniciativa per Catalunya Verds (ICV) | 7,37  | 3324   | 2          | 6,74  | 3744   | 2          | 5,62  | 2561  | 1          | 6,78  | 3033   | 2          | 6,43  | 2553   | 2          |
| Candidatura d'Unitat Popular (CUP)                       | 5,41  | 2439   | 1          | 4,72  | 2623   | 0          | 8,43  | 3843  | 2          | 5,59  | 2498   | 1          | 5,53  | 2193   | 1          |
| Ciutadans (CS)                                           | 2,45  | 1108   | 0          | 6,14  | 3411   | 2          | 9,67  | 4409  | 3          | —     | —      | —          | 3,00  | 1192   | 0          |
| VOLEMataró                                               | —     | —      | —          | —     | —      | —          | 11,57 | 5276  | 3          | —     | —      | —          | —     | —      | —          |
| Plataforma per Catalunya (PxC)                           | —     | —      | —          | —     | —      | —          | 5,64  | 2572  | 1          | 10,48 | 4684   | 3          | 0,34  | 135    | 0          |

Algunos alcaldes históricos de la ciudad son Melcior de Palau i Bonet (1850-1852), Pompeyo Serra y Carbonell (1865-1867), José García y Oliver (1870-1872 y 1874-1875), Emili Cabanyes y Rabassa (1895 a 1897 y 1899 a 1901), Josep Abril i Argemí (1931-1933) y Francesc Robert Graupera (1973-1977).
Desde 2018 se halla ubicado en la Riera un monumento de Perecoll en recuerdo del alcalde Abril, primer alcalde en tiempos de la Segunda República, que fue ejecutado por las tropas franquistas 1939.

### Organización territorial
Mataró se divide administrativamente en once barrios. El 1 de enero de 2019 el más poblado era el barrio del Eixample, con 32 000 habitantes, seguido muy de cerca por el de Cerdanyola. El menos habitado es el barrio de La Llàntia, con poco más de 4000 personas empadronadas.
En cuanto a la superficie, los dos barrios más extensos son Vista Alegre (925 hectáreas), que incluye varias urbanizaciones en la falda de la montaña y prácticamente toda la superficie forestal del municipio, y El Palau (528,9 hectáreas), que incorpora la zona agrícola de las Cinc Sénies.

También hay en la ciudad otros barrios con mucho carácter y arraigo como el de La Habana, que no cuenta con una división administrativa propia.
| Barrio              | Área (ha) | Población (2020) | Plano de los barrios de Mataró |
| ------------------- | --------- | ---------------- | ------------------------------ |
| Centro              | 29        | 4767             | Barrios de Mataró              |
| Cerdañola           | 143,7     | 31 513           | Barrios de Mataró              |
| Cirera              | 123,8     | 10 795           | Barrios de Mataró              |
| Eixample            | 184,9     | 32 549           | Barrios de Mataró              |
| El Palau–Escorxador | 528,9     | 7338             | Barrios de Mataró              |
| Los Molinos         | 37,8      | 5846             | Barrios de Mataró              |
| La Llàntia          | 21,7      | 4061             | Barrios de Mataró              |
| Peramàs             | 20,9      | 7914             | Barrios de Mataró              |
| Pla d'en Boet       | 198,1     | 5623             | Barrios de Mataró              |
| Rocafonda           | 24,6      | 11 730           | Barrios de Mataró              |
| Vista Alegre        | 925       | 7544             | Barrios de Mataró              |
| Total del municipio | 2238,4    | 129 680          | Barrios de Mataró              |

## Servicios

### Sanidad
Consta de 577 camas hospitalarias, repartidas en 3 centros (Aliança Mataronina, Hospital de Mataró y Hospital de St.Jaume y St. Magdalena): 333 de enfermedades agudas y 244 de larga estancia. Está en construcción una ampliación en el Hospital de Mataró, que ampliara su capacidad y permitirá el uso de las nuevas habitaciones de psiquiatría. La ciudad consta de 30 farmacias y de 7 centros de atención primaria, además de multitud de clínicas.

### Educación

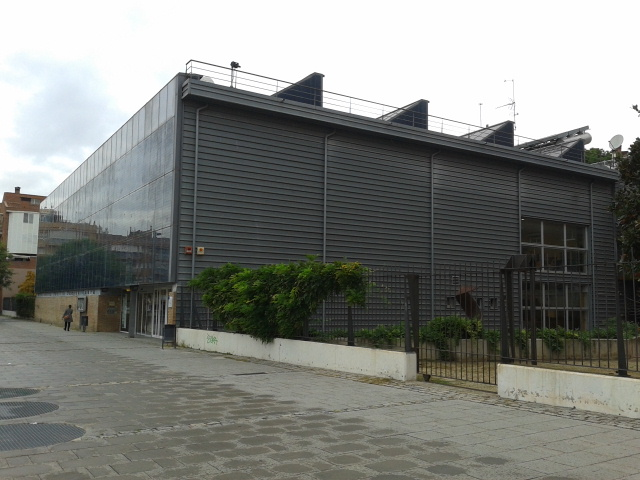
Biblioteca Pompeu Fabra

- Escuelas infantiles: 11 (6 públicas y 5 concertadas)[180]
- Escuelas infantiles y primarias: 18 (17 públicas y 1 concertada)
- Escuelas infantiles, de primaria y de secundaria: 12 (todos concertados)
- Escuelas de secundaria: 7 (6 públicas y 1 concertada)
- Escuelas especiales: 2 (una pública y otra privada)
- Aula de Teatre de Mataró (pública)

### Seguridad ciudadana
- Policía local, situada en la plaza Granollers, 11, consta de 173 agentes.[181]
- En la ciudad también hay una comisaría de Mozos de Escuadra situada en calle Presidente Companys.[182]
- También hay una comisaría de Policía Nacional, en la avenida Gatassa.

### Bomberos
El parque de Bomberos está situado en Vía Sergia, en el polígono industrial el Rengle-Pla d'en Boet. Anteriormente estaba en la calle Ramón Berenguer, pero hacia el 2007 se desplazaron para ampliar el parque de bomberos.

### Transporte

#### Comunicación vial
La autopista C-32 y la N-II comunican el municipio con el resto de la comarca, en dirección a Barcelona por el sur y hacia el norte hasta Gerona y la frontera con Francia.
En Mataró nace la C-60, que comunica la ciudad con Granollers y el Vallés Oriental por túnel de Parpers, y que permite el enlace con la  AP-7.
La carretera comarcal C-1415 llega hasta Granollers, pasando por Argentona y La Roca del Vallès, a través del cuello de Parpers.
Un último acceso es el Camí del Mig, una vía tradicional que conecta prácticamente todo el litoral del Maresme y que se cree que corresponde al trazado de la antigua Vía Augusta.

#### Carreteras
Autovías y autopistas

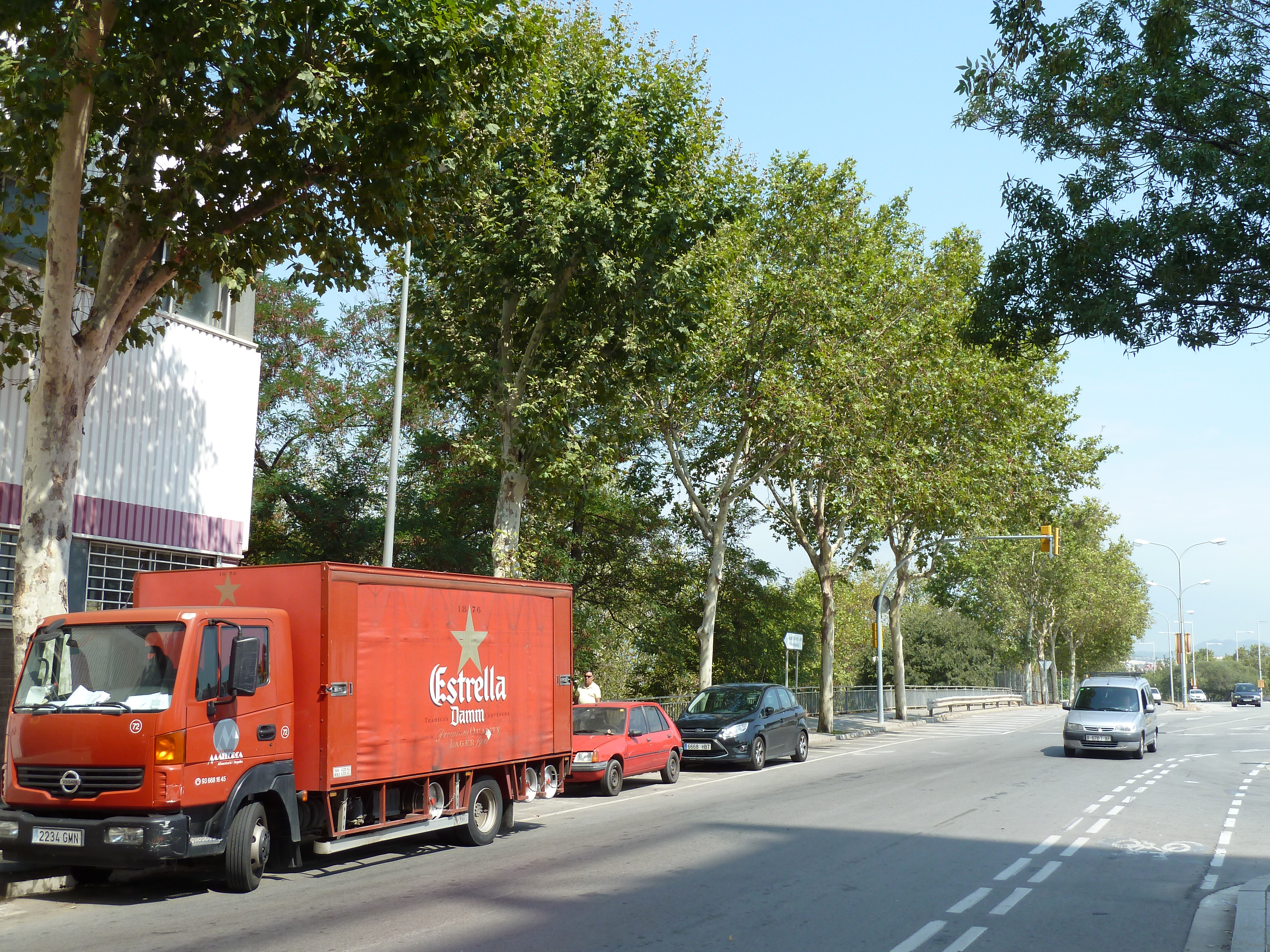
Plataneros en una carretera

- C-60, también llamada «autopista de la Roca», nace en la ciudad y termina en Granollers conectando también con la AP-7.
- C-32, también llamada «autopista del Maresme», comunica la ciudad con el Vendrell (Tarragona) junto a la AP-7 hacia el sur y con Palafolls al norte junto a la N-II.
- A-2, en estudio.
- C-31D Ramal de Acceso sur a Mataró.[186]

Otras carreteras
- N-II, carretera de Madrid a La Junquera, se espera la substitución de la misma por la A-2.[187]
- C-1415, carretera comarcal, que une la ciudad con Granollers.

Vehículos en la ciudad
Datos 2007:
70 187 vehículos (69,3 % turismos, 12,5 % motos, 15,6 % camiones y furgonetas, 0,2 % tractores, 2,5 % autobuses)

#### Autobuses urbanos, interurbanos y nocturnos

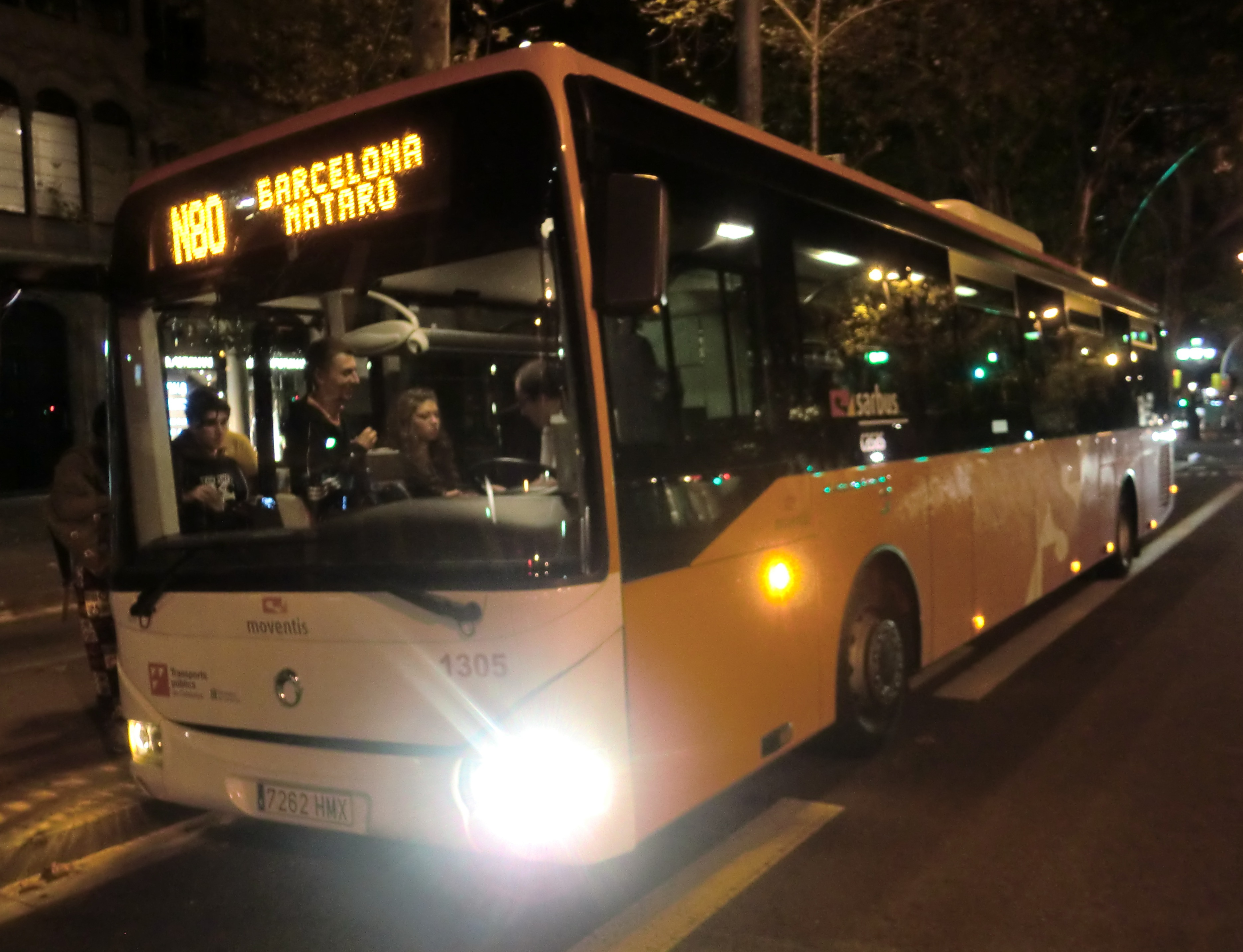
Bus nocturno de la línea N80 entre Barcelona y Mataró

La ciudad cuenta con el servicio público de autobuses Mataró Bus, propiedad del Ayuntamiento de Mataró y gestionado por la empresa Avanza Grupo.
Actualmente ofrece un total de 8 líneas urbanas, la mayoría de las cuales hacen parada en la estación de Cercanías y en el Hospital de Mataró:
| 1 | Línea circular                                 |
| 2 | Línea circular                                 |
| 3 | Camino de la Sierra - Vista Alegre - Rocafonda |
| 4 | Cirera - Molinos                               |
| 5 | Cercanías - Hospital de Mataró                 |
| 6 | Instituto Catalán de la Salud - Ctra. de Mata  |
| 7 | Plaza de las Teresas - Cerdañola               |
| 8 | Cercanías - Galicia                            |

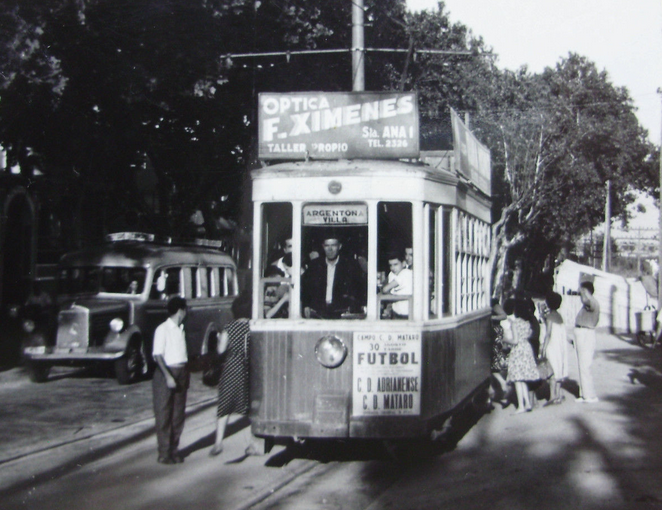
Tranvía Mataró-Argentona a principios de los años sesenta

También hay varias líneas interurbanas que comunican Mataró con otras ciudades de la comarca y de otras comarcas más cercanas:
| Línea | Recorrido                                                  | Empresa                |
| ----- | ---------------------------------------------------------- | ---------------------- |
| e11.1 | Mataró Centre – Barcelona                                  | Moventis Empresa Casas |
| e11.2 | Mataró Nord – Barcelona                                    | Moventis Empresa Casas |
| e13   | Mataró – Granollers                                        | Sagalés                |
| C-5   | Mataró – UAB                                               | Moventis Empresa Casas |
| C-10  | Mataró – Barcelona (per N-II)                              | Moventis Empresa Casas |
| C-20  | Mataró – San Andrés de Llavaneras – San Vicente de Montalt | Moventis Empresa Casas |
| C-30  | Mataró – Vilasar de Dalt                                   | Moventis Empresa Casas |
| 550   | Mataró – Granollers                                        | Sagalés                |
| 551   | Mataró – Canyamars                                         | Sagalés                |
| 553   | Mataró – Argentona (pel Cros)                              | Sagalés                |
| 554   | Mataró – Argentona                                         | Sagalés                |
| 557   | Hospital de Mataró – Argentona – Orrius                    | Sagalés                |
| 569   | Mataró – Argentona – La Roca del Vallés – Granollers       | Sagalés                |
| 603   | Aeroport – Barcelona – Blanes (per N-II)                   | Sagalés                |

Finalmente, la ciudad también cuenta con líneas de autobús nocturnas: 
| Línea | Recorrido                           | Empresa                |
| ----- | ----------------------------------- | ---------------------- |
| N-80  | Barcelona – Mataró                  | Moventis Empresa Casas |
| N-82  | Barcelona – Mataró – Malgrat de Mar | Sagalés                |
| N-83  | Mataró – Malgrat de Mar             | Sagalés                |

#### Taxis
Tiene 90 taxis, repartidos mayoritariamente en 10 paradas distribuidas por toda la ciudad.

#### Ferrocarril

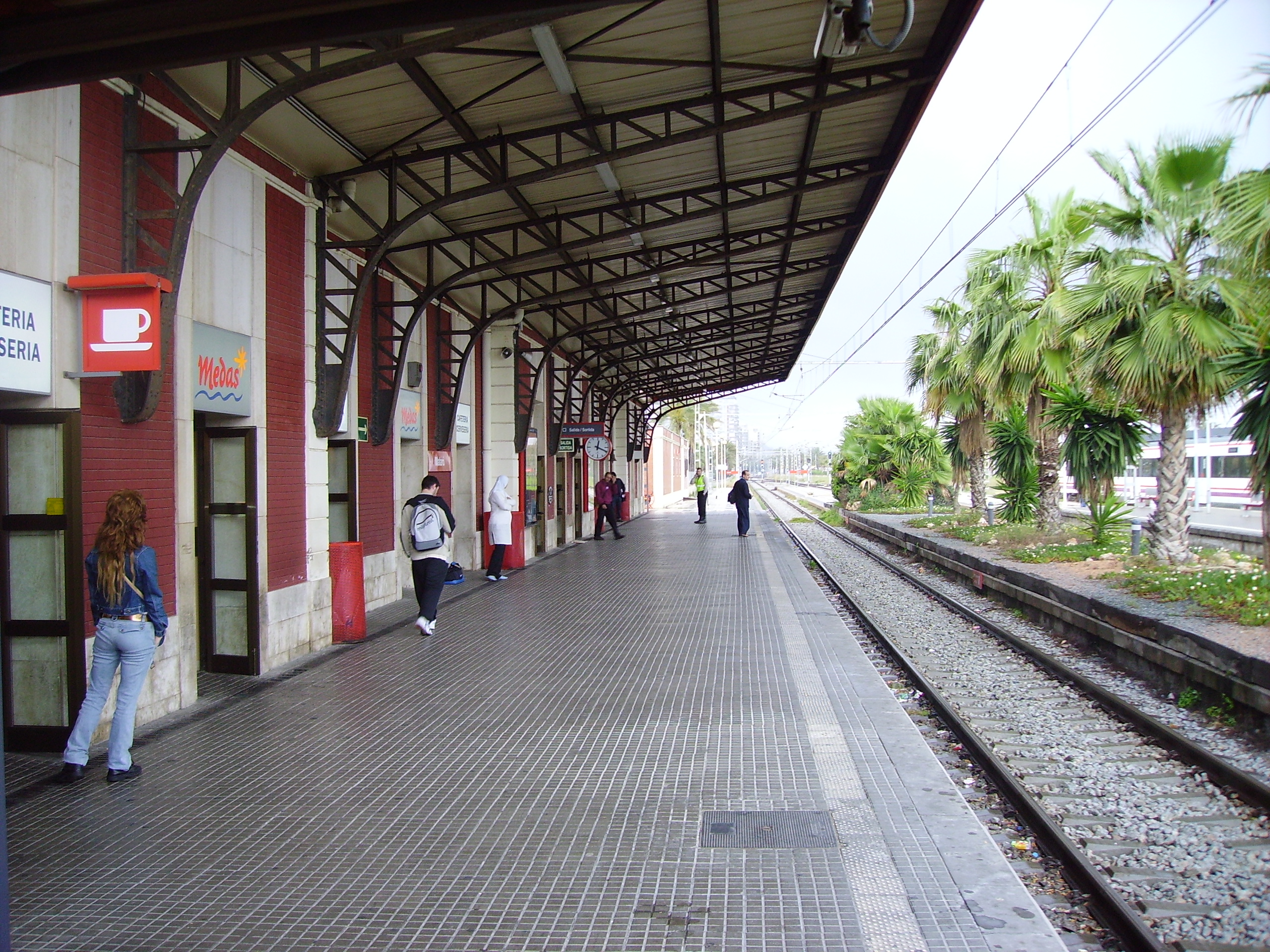
Estación de tren

El primer ferrocarril español en la península ibérica fue la trayectoria Mataró-Barcelona. Mataró tiene en la actualidad 1 estación de la línea 1 de Cercanías Renfe Molins de Rey/ Hospitalet - Blanes/Massanet-Massanas. Mataró formará parte de la nueva línea orbital ferroviaria Mataró - Villanueva sin pasar por Barcelona, pasando por las ciudades de la segunda corona de Barcelona (Granollers, Tarrasa, Sabadell, Martorell y Villafranca). La línea tendrá una longitud de 120 km, 68 de ellos de nueva construcción. Mataró acogerá 4 nuevas estaciones, de las cuales la ciudad ya ha pedido la modificación para que no pase por «les cinc senies». Las estaciones se situarán:
- Parque Central (Camino de la giganta)[197]
- Parque de Cerdañola (avenida Puig i Cadafalch)
- Carretera de Mata (polígono)/Alfonso X el Sabio
- Polígono Pla d'en Boet, frente al edificio de Cristal

## Cultura

### Bibliotecas y centros cívicos

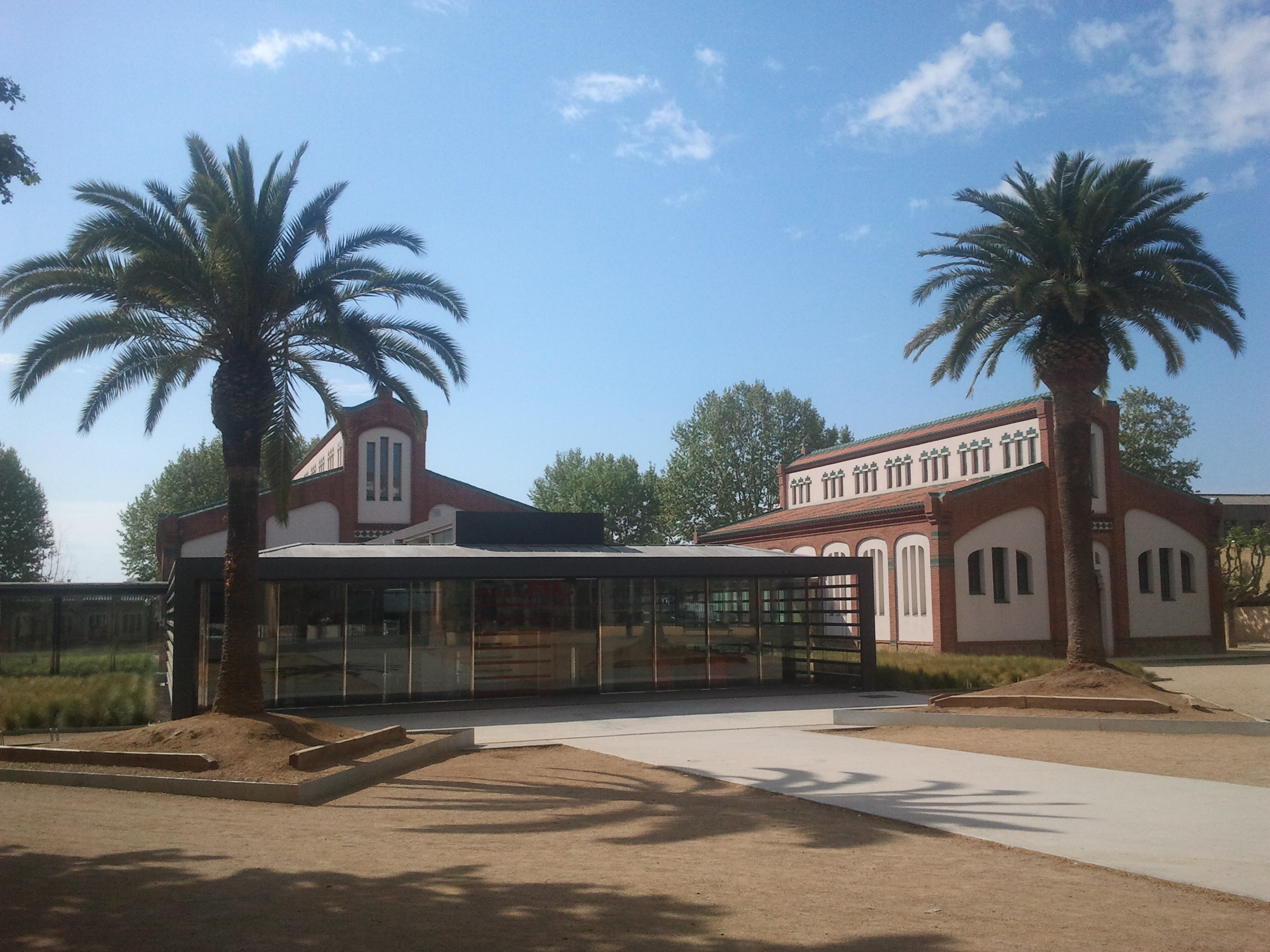
Biblioteca Pública Antoni Comas, en los Jardines del Antiguo Matadero

La red local de bibliotecas de Mataró actualmente solo cuenta con dos centros: la biblioteca pública Pompeu Fabra, inaugurada en 1997 y construida como primer prototipo mundial de edificio sostenible; y la biblioteca pública Antoni Comas, inaugurada en 2013 en el interior del edificio modernista del antiguo Matadero municipal.
El parque TecnoCampus Mataró-Maresme también cuenta con un servicio de biblioteca universitaria para la comunidad educativa de sus centros. Fuera de la red pública, existe la biblioteca popular de la Fundación Iluro, los orígenes se remontan al 1929, y que se encuentra a su emplazamiento actual desde el año 2002.
En cuanto a los centros cívicos, la ciudad actualmente tiene siete: Pla d'en Boet, Rocafonda, Cerdañola, Cabot y Barba, Molinos, Cirera y Espacio Gatassa. Estos centros cívicos se complementan con otros equipamientos como el Casal de Barrio de las Esmandies y los 19 centros sociales que el Ayuntamiento tiene cedidos a diversas entidades locales, para la realización de sus actividades.

### Cine, música y teatro

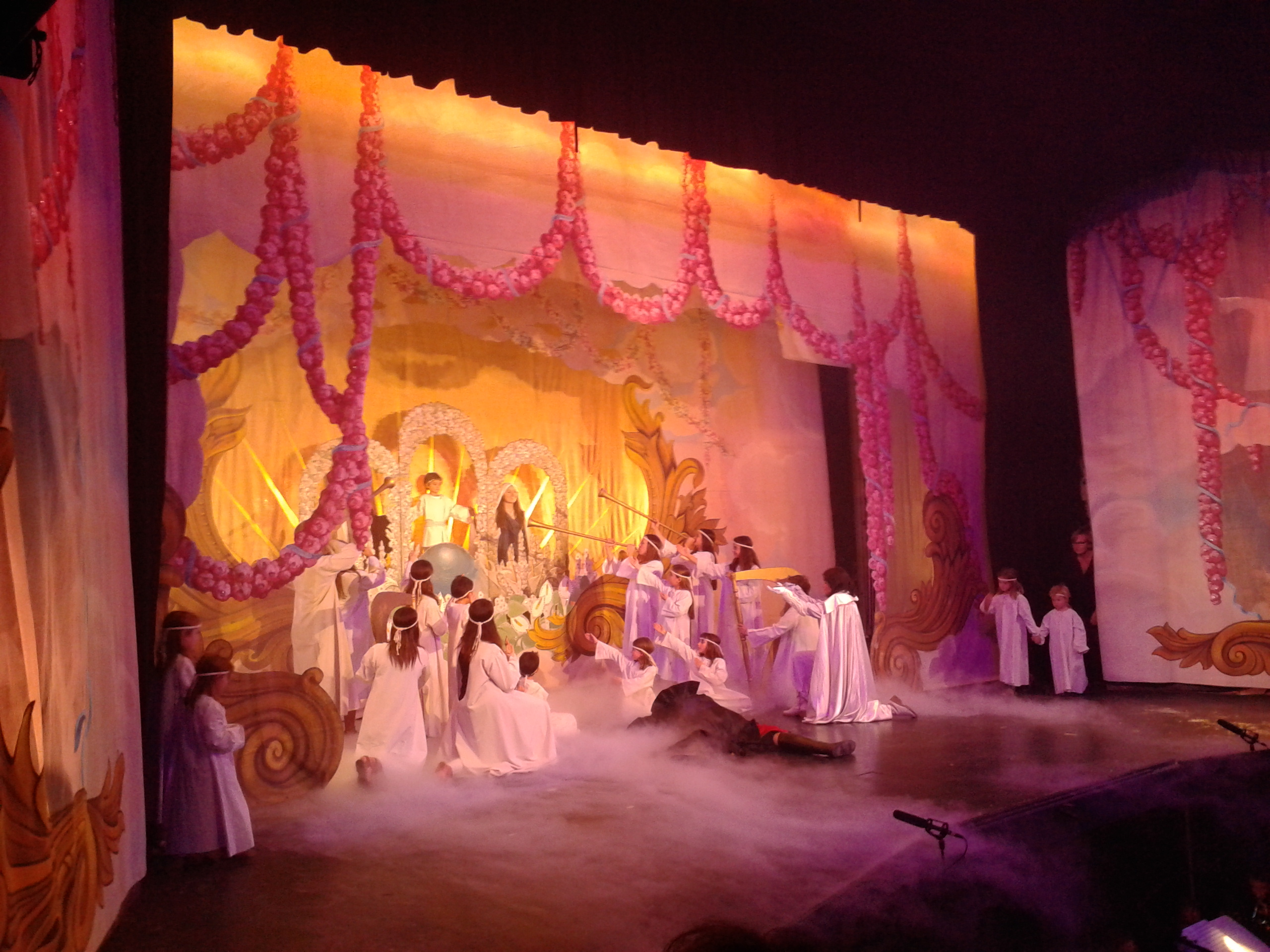
Escena de Los Pastorets de Mataró en la Sala Cabanyes

Mataró tiene numerosos espacios de ocio, algunos de los cuales -como el Fomento Mataroní, el Casal de la Nueva Alianza o el Círculo Católico- son entidades que vienen de antiguo, y que se han destacado por su continua oferta de actividades culturales, talleres educativos, pases de películas, etcétera. En cuanto a la última entidad mencionada, cabe destacar la Sala Cabanyes, teatro donde se representa el espectáculo  Los Pastorets de Mataró , que en el año 2016 celebró su centenario.
El Teatro Monumental, de propiedad municipal, es el principal equipamiento dedicado a la difusión de las artes escénicas de la ciudad. Ubicado en la Riera, y con un aforo de 780 localidades, cuenta con una programación estable de danza y teatro durante todo el año. También hay que destacar la existencia del equipamiento Can Gassol. Centro de creación de artes escénicas, inaugurado en 2010.
En cuanto a las salas de cine, la ciudad había llegado a contar antiguamente con una docena de establecimientos, entre los que el emblemático Cine Iluro, pero la crisis del sector y la apertura en 2001 del centro comercial Mataró Parc -que acoge doce salas de cine- provocó el cierre de todos los cines situados en el centro, salvo el Fomento Mataroní. Justamente este último fue el lugar donde se hizo la primera proyección en Mataró, el 2 de febrero de 1897, que así se convirtió en la tercera ciudad catalana a admirar el cinematógrafo.
Finalmente, Mataró goza de una amplia oferta de discotecas y salas de conciertos. Uno de los locales musicales de referencia es la Sala Clap, inaugurada en 2000 al polígono industrial Pla d'en Boet, y uno de los equipamientos integrantes del proyecto de la Casa de la Música de Mataró.

### Museos y salas de exposiciones

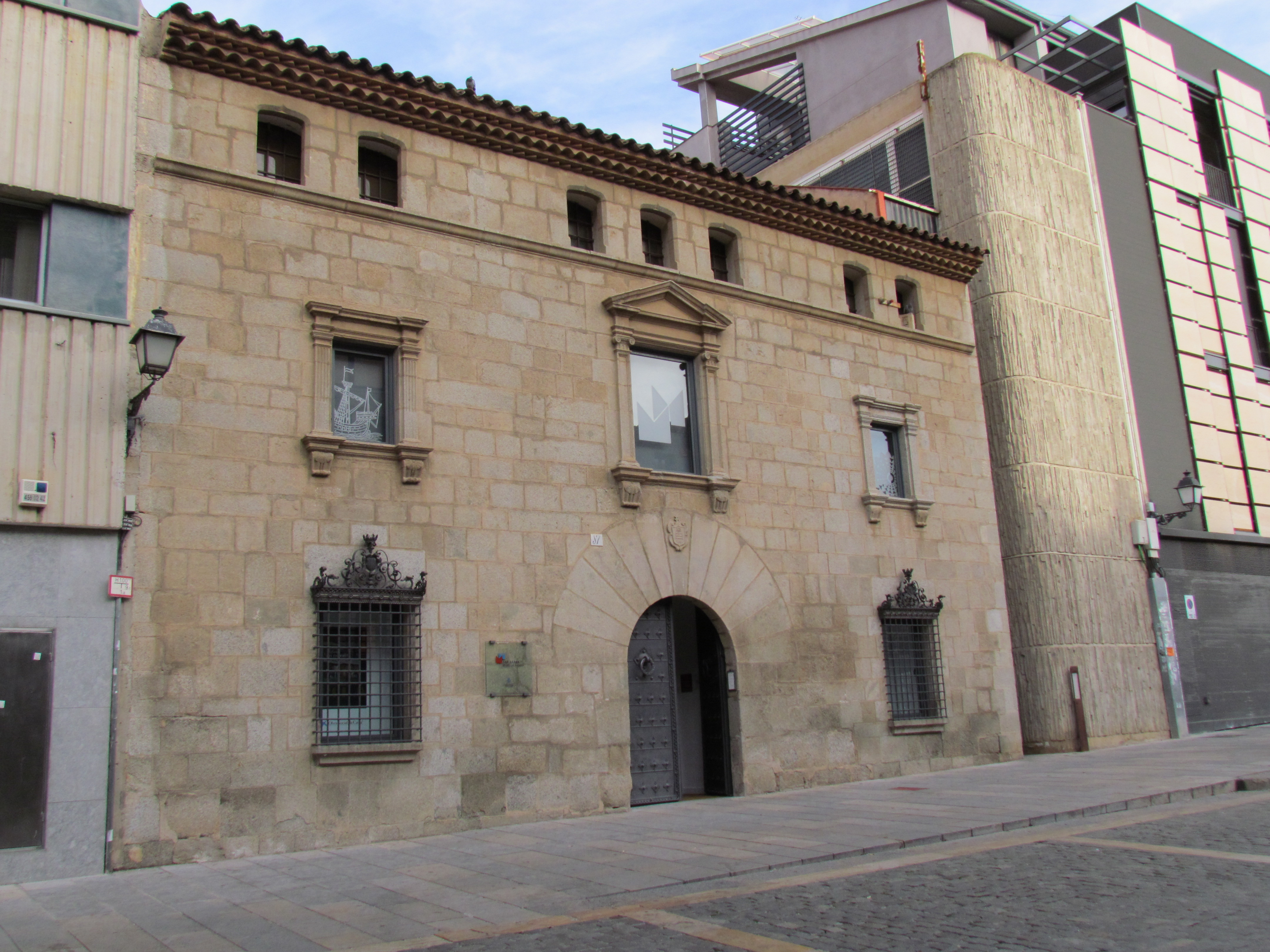
Fachada de Can Serra

Algunos de los centros culturales más relevantes de la ciudad son los siguientes:
- Ateneu de la Fundación Iluro[208]
- Ca l'Arenas. Centro de Arte del Museu de Mataró
- Can Marfà. Museo del Género de Punto
- Villa romana de Can Llauder
- Museo de Mataró
- Museo Archivo de Santa María de Mataró
- Nave Gaudí

### Fiestas

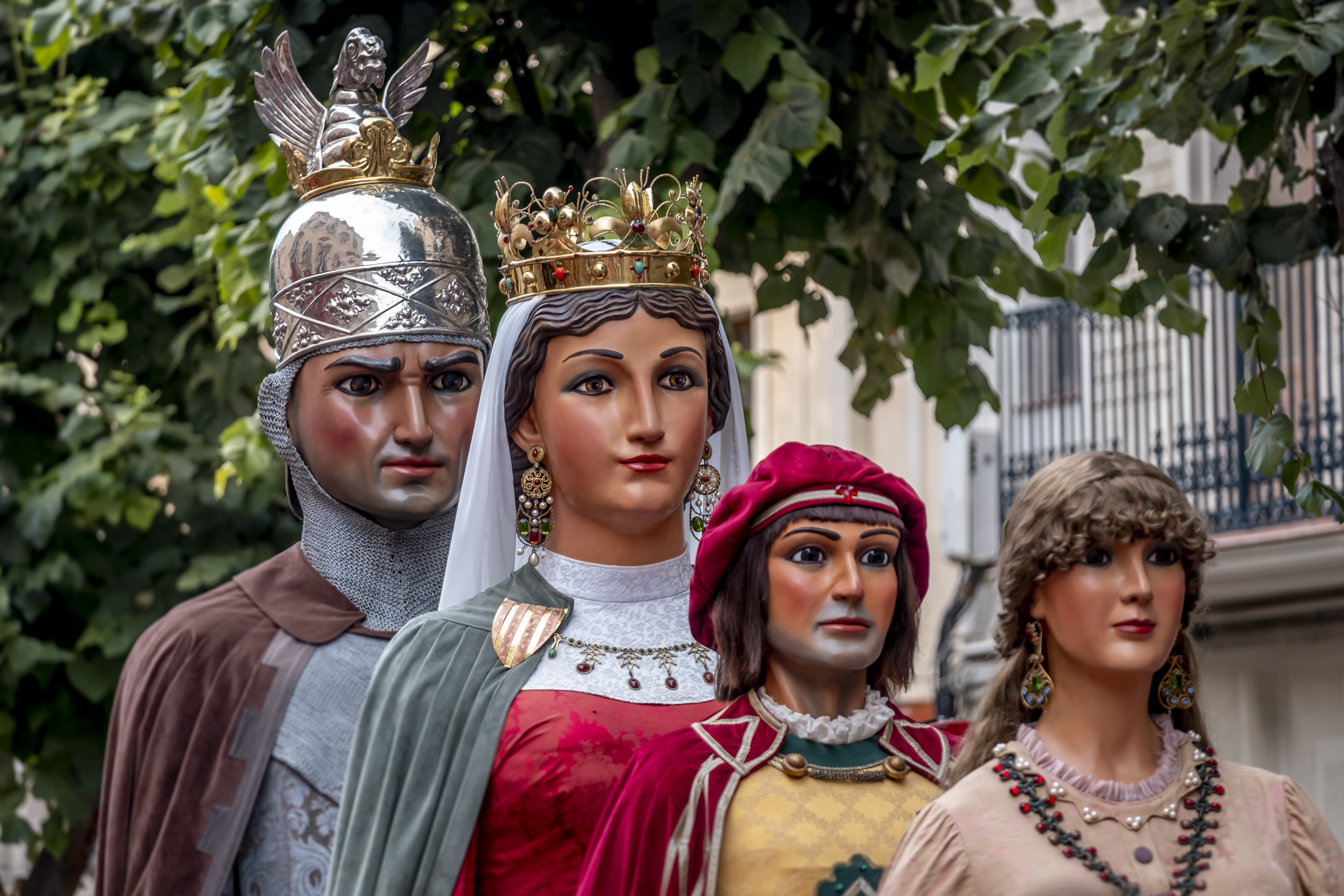
La familia Robafaves, gigantes emblemáticos de la ciudad

#### Las Santas

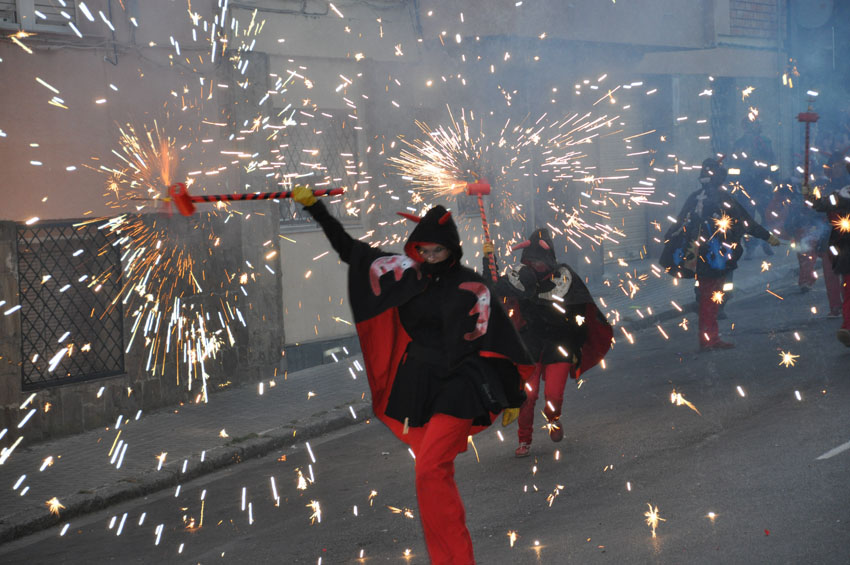
Las Diablesas

La festividad local de Mataró son Las Santes, en honor de las patronas locales Juliana y Semproniana, que se conmemora el 27 de julio desde el año 1773. La celebración se alarga varios días y concentra los actos principales entre el 24 y el 29 de julio, incluyendo grandes eventos populares y tradicionales (como correfocs y desfiles de gigantes, cabezudos y otras comparsas), conciertos multitudinarios, fuegos artificiales, competiciones deportivas, bailes de sardanas y oficios religiosos. En los últimos años se ha convertido en una de las fiestas mayores con más renombre del país, siendo declarada en 2010 fiesta patrimonial de interés nacional.
Los actos centrales del programa son:
- Día 24: Gegantada, Habaneras y ron.
- Día 25: Llamada de fiesta mayor y Noche Loca (que incluye el Desvelo Bellugós, la Invitada de la Familia Robafaves, el correfoc de la Escapada a Negra Noche, la Subida Tabalada y La Rociada).
- Día 26: barram y repique, tarde chiflada (adaptación infantil de la Noche Loca) y verbena de fiesta mayor.
- Día 27: matinales, misa de las Santas, el pase y castillo de fuegos.
- Día 28: Postal de las Santas, Baile de Dragones, Requisitos de fiesta mayor y No basta!.
- Día 29: Vamos a cerrar, Tormenta de fin de fiesta, espetec final y la Alborada.

Las figuras tradicionales tienen una gran presencia durante estos días, siendo verdaderos protagonistas de la fiesta mayor. La Familia Robafaves preside los actos principales, a menudo acompañados del resto de comparsas de la ciudad: el Águila, el Dragón y el Dragalió, la Momerota y la Momeroteta y las Diablesas.
El domingo anterior al 27 de julio se celebra en la plaza de Santa Ana el Día de las Santas, evento casteller organizado por el grupo local, los Cabezudos de Mataró, y dos grupos invitados (una de ellas fija, los Castellers de Vilafranca).

#### Fiesta de San Simón

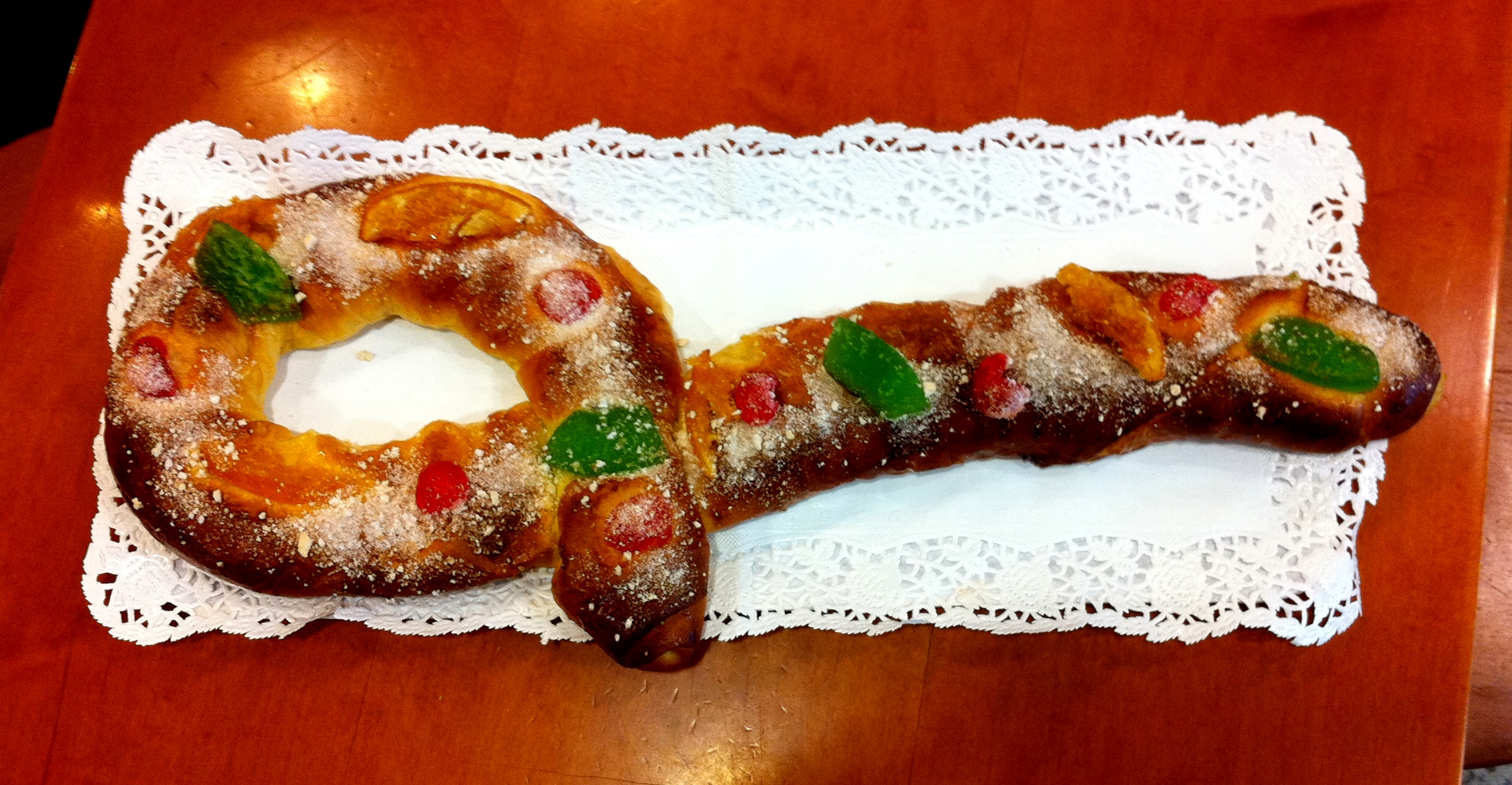
El sable de San Simón, roscón típico de esta fiesta

Alrededor del 28 de octubre se celebra la fiesta y acopio del ermita de San Simón, pequeña iglesia de tradición marinera, que es de las más populares y arraigadas entre la gente de mar y los habitantes de Mataró. Es costumbre este día ver el típico baile de pescadores y comer el sable de San Simón, especialidad pastelera que consiste en un roscón con forma de espada como alegoría a la protección que los navegantes mataroneses pedían al santo frente los piratas.
Durante los días de celebración el programa incluye pasacalle de gigantes, actividades para niños, baile de sardanas, habaneras, castellers, conciertos y fuegos artificiales.

#### Semana Santa

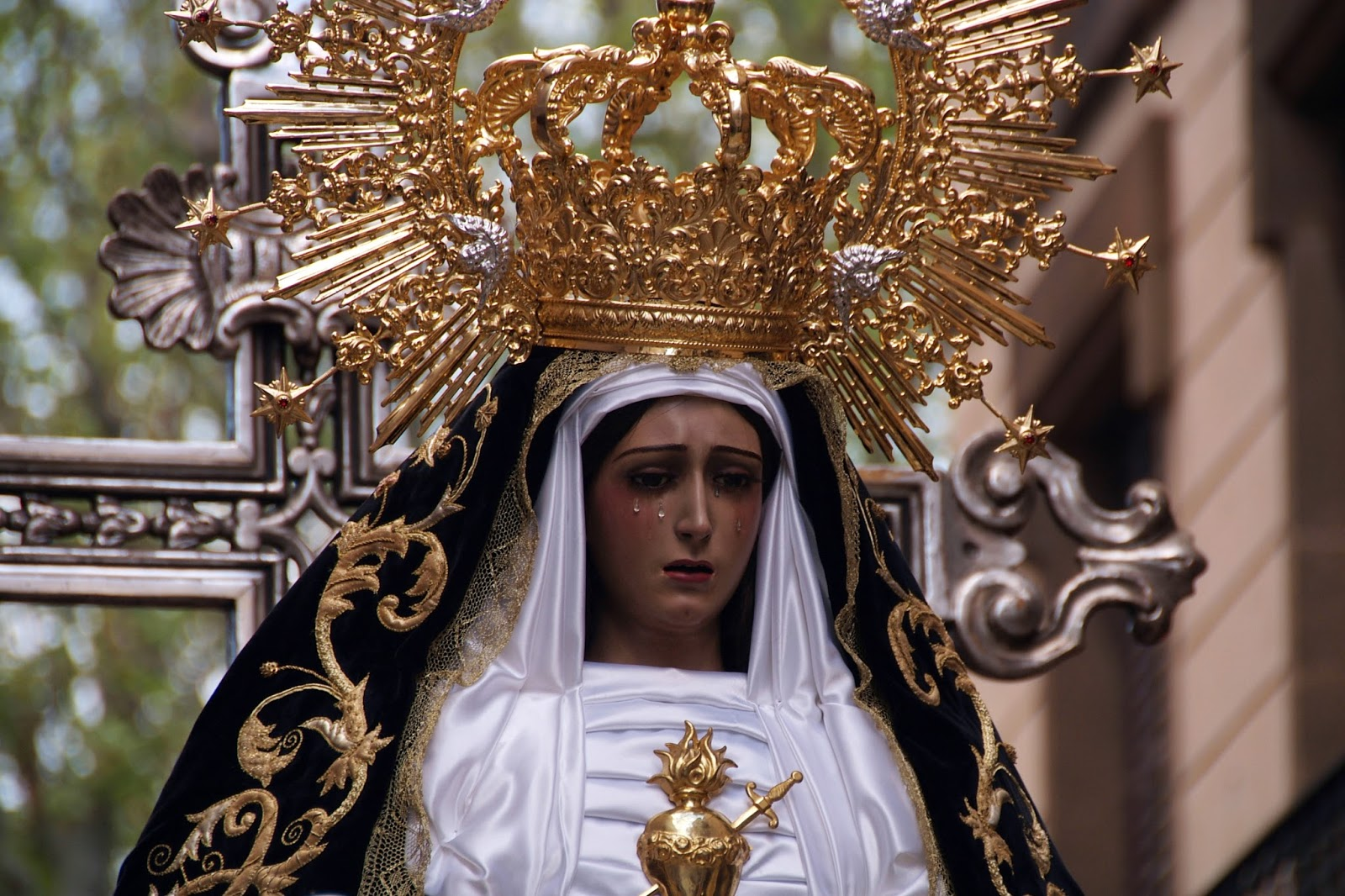
Nuestra Señora de los Dolores

La Semana Santa mataronesa es una de las más destacadas de Cataluña. Incluye una docena de actos, entre procesiones y desfiles de una decena de cofradías y hermandades y de los Armats de Mataró, de los que se tiene constancia desde principios del siglo XVIII. Es una celebración muy arraigada en el barrio de Cerdañola, que cuenta con mucha población proveniente de la inmigración andaluza de mediados del siglo xx, principal impulsora de la recuperación de esta festividad a partir de los años ochenta.
Los principales actos son:
- Domingo de Ramos: matinal de saetas  y procesión del Prendimiento, que tiene un tramo muy popular en la Bajada de las Escaletes en que los portantes suben el paso corriente.[219]
- Jueves Santo: recogida de la bandera y desfile de los Armados en homenaje a la ciudad, que luego también participan de la Procesión o Noche del Silencio.
- Viernes Santo: Procesión General, considerada Patrimonio Cultural de la ciudad, que cuenta con la participación de todas las cofradías, hermandades y los Armats de Mataró.[220]

#### Día del Libro

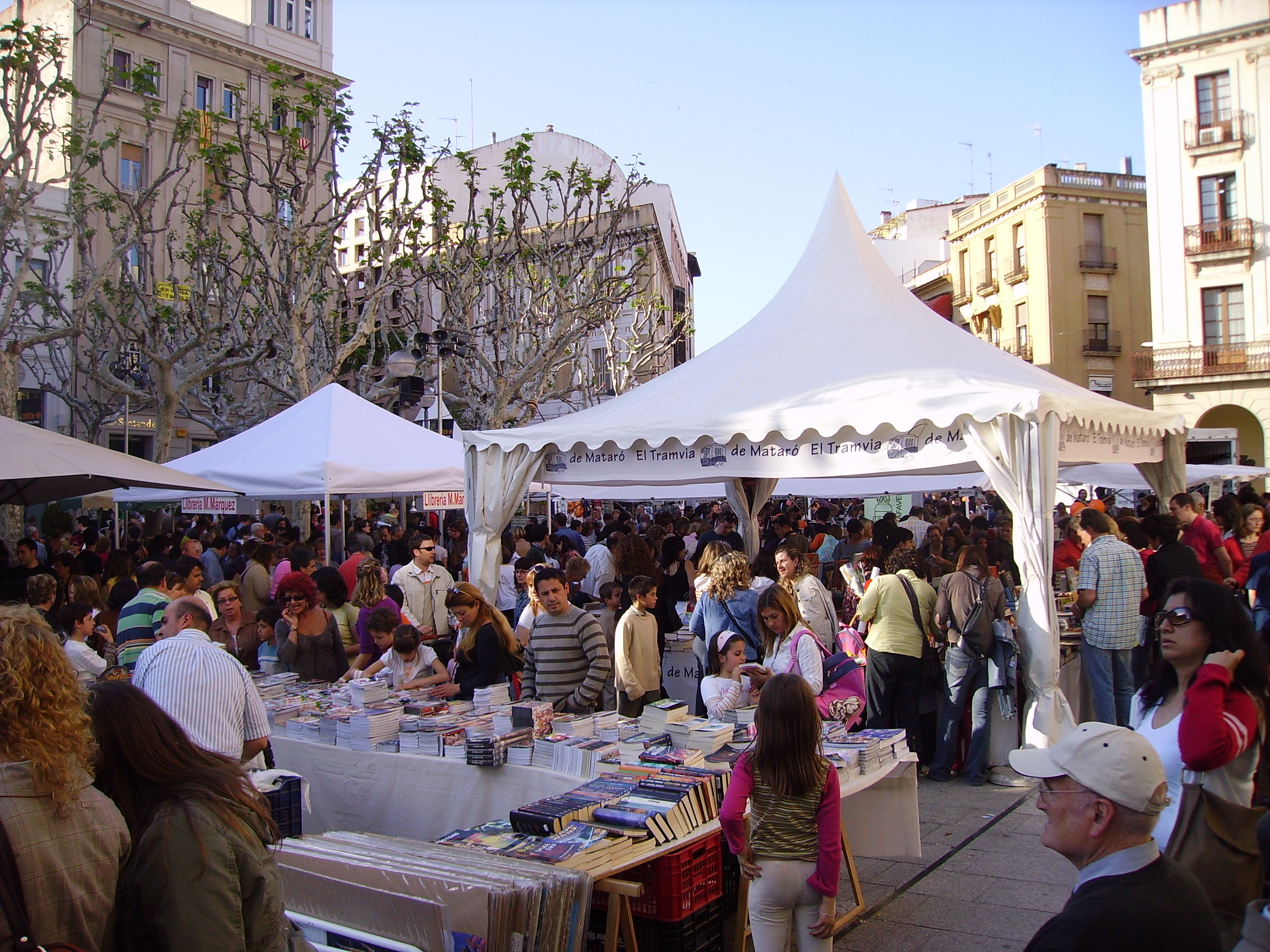
Día de San Jorge de 2007 en la plaza de Santa Ana

Alrededor de la Día del Libro (23 de abril) se organizan todo tipo de eventos culturales en la ciudad, tales como recitales de poesía, cuentacuentos, conciertos, presentaciones de libros y exposiciones. Desde el fin de semana anterior tiene lugar la Feria del Libro en la plaza de Santa Ana.
Uno de los actos que caracterizan la jornada es el Encuentro de Gigantes, Gigantes y Cabezudos de Mataró, en la que participan cerca de una cincuentena de gigantes y cabezudos. El mismo día también se organiza una jornada castellera. La fiesta del libro y de la rosa acaba con el fogonazo, el acto más genuino de la jornada en que el Dragón de Mataró es el protagonista de una versión adaptada de la leyenda de San Jorge, que finaliza con un concierto de música tradicional en la plaza del Ayuntamiento.

#### Verbena de San Juan
Con motivo de la noche de San Juan (23-24 de junio) y el solsticio de verano se organiza una celebración que incluye cenas populares, el encendido de hogueras, conciertos y actos culturales.
Uno de los elementos más emblemáticos es la llegada de la Llama del Canigó, llevada por voluntarios desde la cima de la montaña para encender las hogueras de la ciudad. Uno de los puntos neurálgicos durante la verbena es la calle de San Juan, donde cientos de personas esperan la tradicional Bajada de las Brujas desde las Escaletes, llevando el fuego que a medianoche tiene que hacer quemar la gran hoguera de Can Maitanquis.

#### Otras festividades
Además de las descritas más arriba, en Mataró se celebran las fiestas tradicionales de Carnaval, los Tres Tombs, Navidad y la Cabalgata de Reyes. En los últimos años también se han organizado actos para conmemorar el Año Nuevo chino.
Por su parte, la mayoría de barrios de la ciudad cuentan con sus propias fiestas mayores.

### Mataronense del año
Entre los años 2009 y 2017, el semanario mataronense El Tot Mataró y Maresme organizó un certamen para elegir, a partir de la votación popular, una persona destacada por su trayectoria o contribución a la vida de la ciudad de Mataró.
Las personas premiadas en las diversas ediciones fueron los activistas sociales Pep Manté (2009), Joan Antoni Ciller (2010), el Padre Juan Herrero (2011), el historiador Manel Salicrú (2012), el portavoz de los afectados por las preferentes, Diego Herrera (2013), la dibujante Lara Sánchez (2014), la oncóloga Maribel Nieto (2015), el niño afectado por la enfermedad de Tay-Sachs Aleix Merino (2016) y el dirigente independentista local Carlos Estapé (2017).

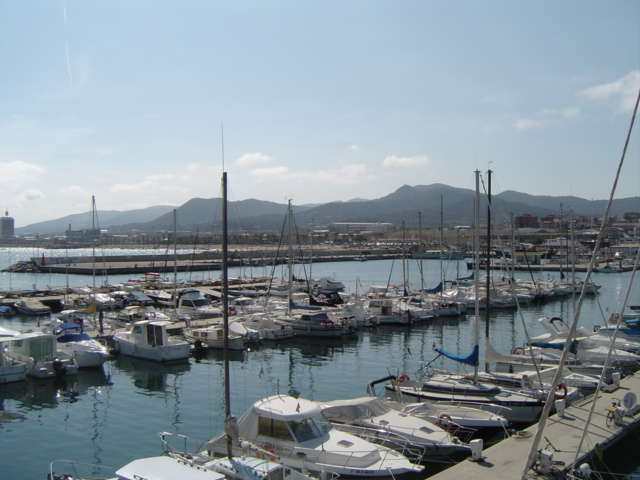
El puerto

### Medios de comunicación

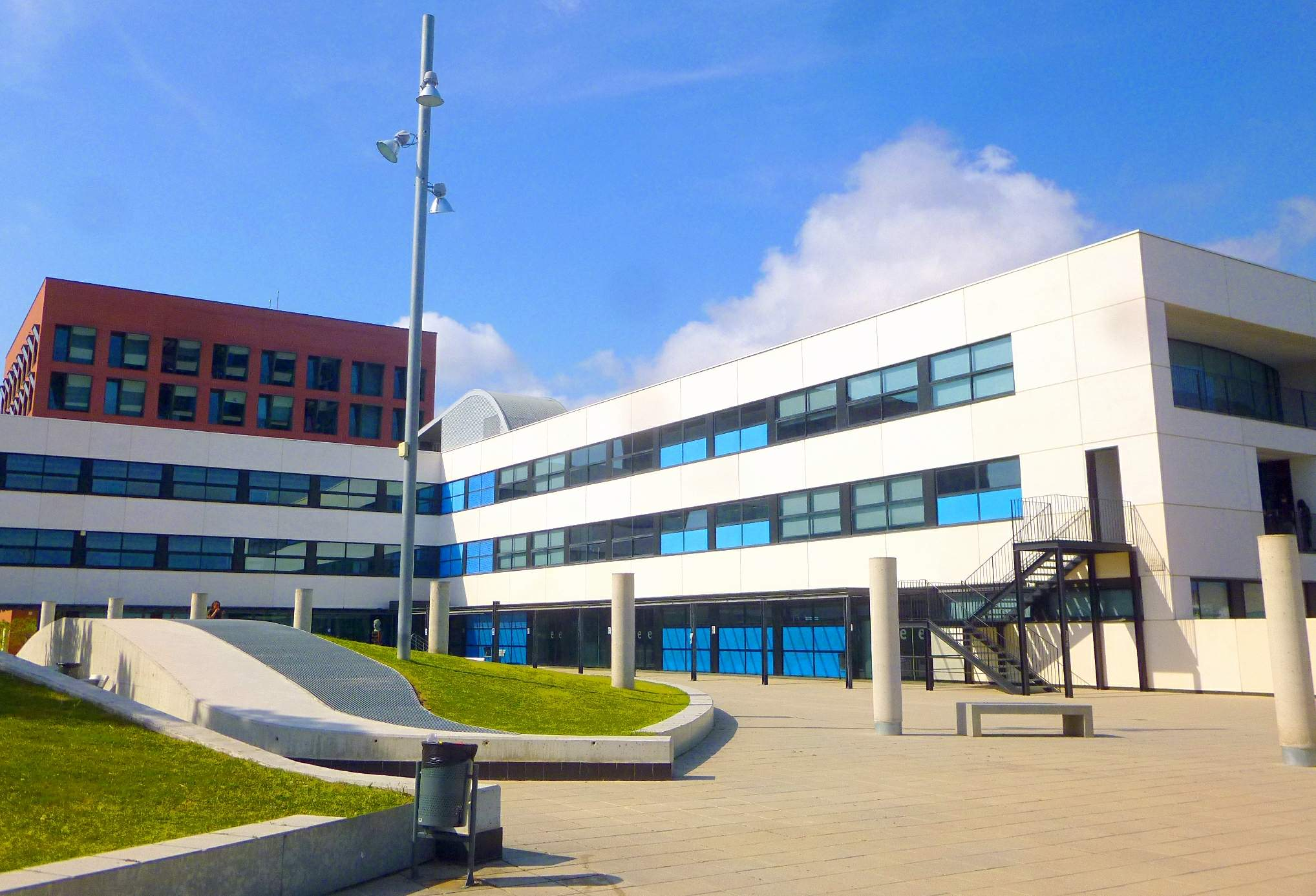
Edificio del TecnoCampus

Debido a que se trata de una gran ciudad, Mataró ha contado históricamente con varios medios de comunicación propios, si bien es cierto que por la proximidad con Barcelona la mayoría han tenido siempre un alcance fundamentalmente local y solo ampliado a los municipios cercanos del Baix Maresme.
De entre los medios actuales, cabe destacar principalmente la entidad pública municipal Mataró Audiovisual', nacida en 2017 como nueva plataforma única que integra los canales públicos de televisión, radio y digital. Así, Mataró Televisión  es la continuadora de la emisora propia de la ciudad desde 1984, Televisión de Mataró, que en 2010 se había fusionado con Maresme Digital Televisión , impulsada por Consejo Comarcal del Maresme, formando los nuevos canales  m1tv  y  MTV2 . A su vez,  Mataró Radio  comenzó a retransmitirse en 2006 a la frecuencia 89,3 de la FM, y es el núcleo impulsor del nuevo proyecto transmedia. Mataró Audiovisual tiene su sede en TecnoCampus, y ofrece un servicio de programación a la carta, a través de su página web.
En cuanto a la prensa escrita, el número de publicaciones históricas y ya desaparecidas es vastísimo, y destaca de entre las que el Diario de Mataró (1895-1936) y otros de temática más concreta como 'Iluro-Sport' '(1965/78). Más recientemente, el diario El Punto (hoy integrado en El Punt Avui) tuvo una edición maresmenca con sede en Mataró, entre los años 1995 y 2011, y en la actualidad (2021) publica periódicamente un suplemento comarcal.
Otros medios muy distribuidos y con mucho impacto local son los semanarios gratuitos de la ciudad. Los dos más relevantes actualmente son la revista Iluro (2020) ambos tienen, también, una versión electrónica y una presencia notable en las redes sociales. El Tot Mataró y Maresme  (1981), el semanario más antiguo de Cataluña, dejó de editarse en 2020.
Finalmente, también se editan diversas publicaciones periódicas especializadas de tipo científico o cultural, como las revistas Cingles (1969), las Hojas del Museo Archivo de Santa María (1978), El Agave (1979), Felibrejada (1994) y Valores (2003).

## Ciudades hermanadas
- Dürnau, Alemania
- Gammelshausen, Alemania
- Créteil, Francia
- Corsico, Italia
- Cehegín, España
- Fort Lauderdale, EEUU